# Mirino (fotografia)

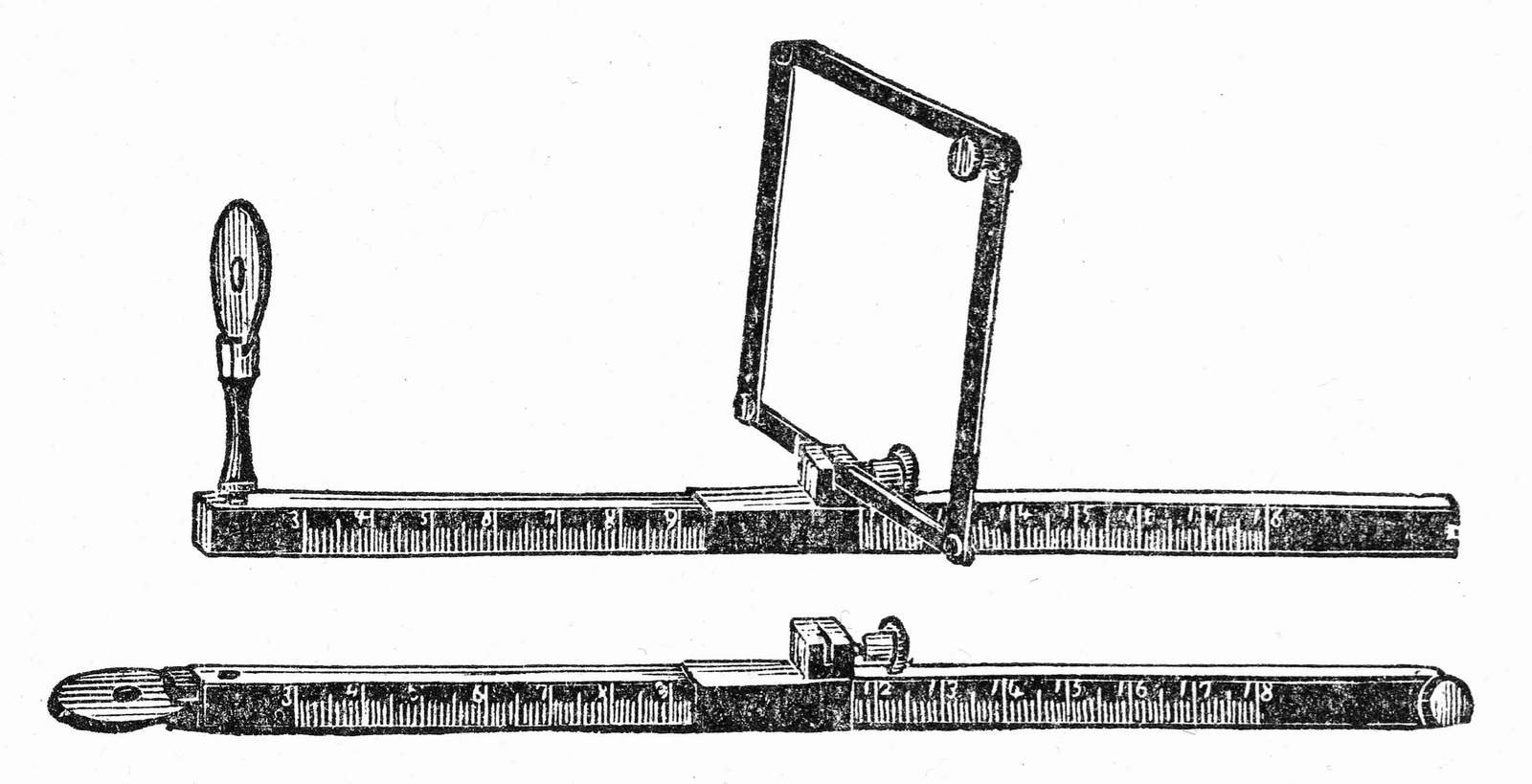
Mirino a cornici

Il mirino è un dispositivo visivo di puntamento, che permette di comporre l'inquadratura nel uso di foto-cine-video-telecamere e di tutte le "camere" collegate alla ripresa di immagini ottiche.
In base alla tipologia, attraverso il mirino è eventualmente possibile controllare, oltre l'inquadratura, anche la messa a fuoco (in vari modi), la profondità di campo, l'apertura del diaframma impostato o da impostare, il tempo di esposizione o direttamente l'esposimetro, la sensibilità della pellicola o del sensore, e inoltre, avere ulteriori e varie funzioni e/o strumenti che assistono l'operatore (cine-foto-video) nella fase di regolazione e/o di ripresa.

## Tipologie
In effetti, non tutte le fotocamere vengono fornite di un sistema di mira, anche se molto raramente; i primi modelli economici (come la Kodak N1) ne erano sprovvisti, ma lo sono (state) anche alcune insolite fotocamere, progettate volutamente senza, per applicazioni particolari, e forse anche alcune tra quelle autocostruite, agli albori. Tuttavia, da sempre, le fotocamere (in senso generale) necessitano di un sistema di mira, per decidere sia l'inquadratura che la corretta messa fuoco del soggetto inquadrato. Per cui, nel tempo sono stati elaborati vari sistemi più o meno complessi e completi, nella gestione della ripresa e di altre funzioni annesse: dal semplice mirino a cornici, al ingegnoso vetro smerigliato, oppure, dal mirino ottico galileiano al mirino elettronico delle fotocamere digitali. 
Col termine "mirino" si intende tutto ciò che appartiene al sistema di mira. Tuttavia, con tale termine, si fa riferimento a un sistema ottico di dimensioni relativamente compatte, che permetta la composizione dell'inquadratura attraverso una visione piuttosto ravvicinata. Dunque più spesso un oculare a cui accostare l'occhio, o una finestrella più o meno grande, come nei sistemi un detti "a pozzetto" in cui si vede l'immagine direttamente su un piccolo vetro smerigliato.
Sicuramente i vari mirini si possono distinguere tra mirini oculari (ottici) e non, anche se la funzione è la stessa e cambia solo l'idea di come li si usa; oppure tra mirini diretti che vedono ciò che riprende la lente, oppure indiretti perché disassati dall'asse ottico della lente; questi ultimi tendono ad avere/creare errori di parallasse, per cui in situazioni di soggetto vicino alla fotocamera, è possibile una maggiore imprecisione di inquadratura.

### Mirino sportivo

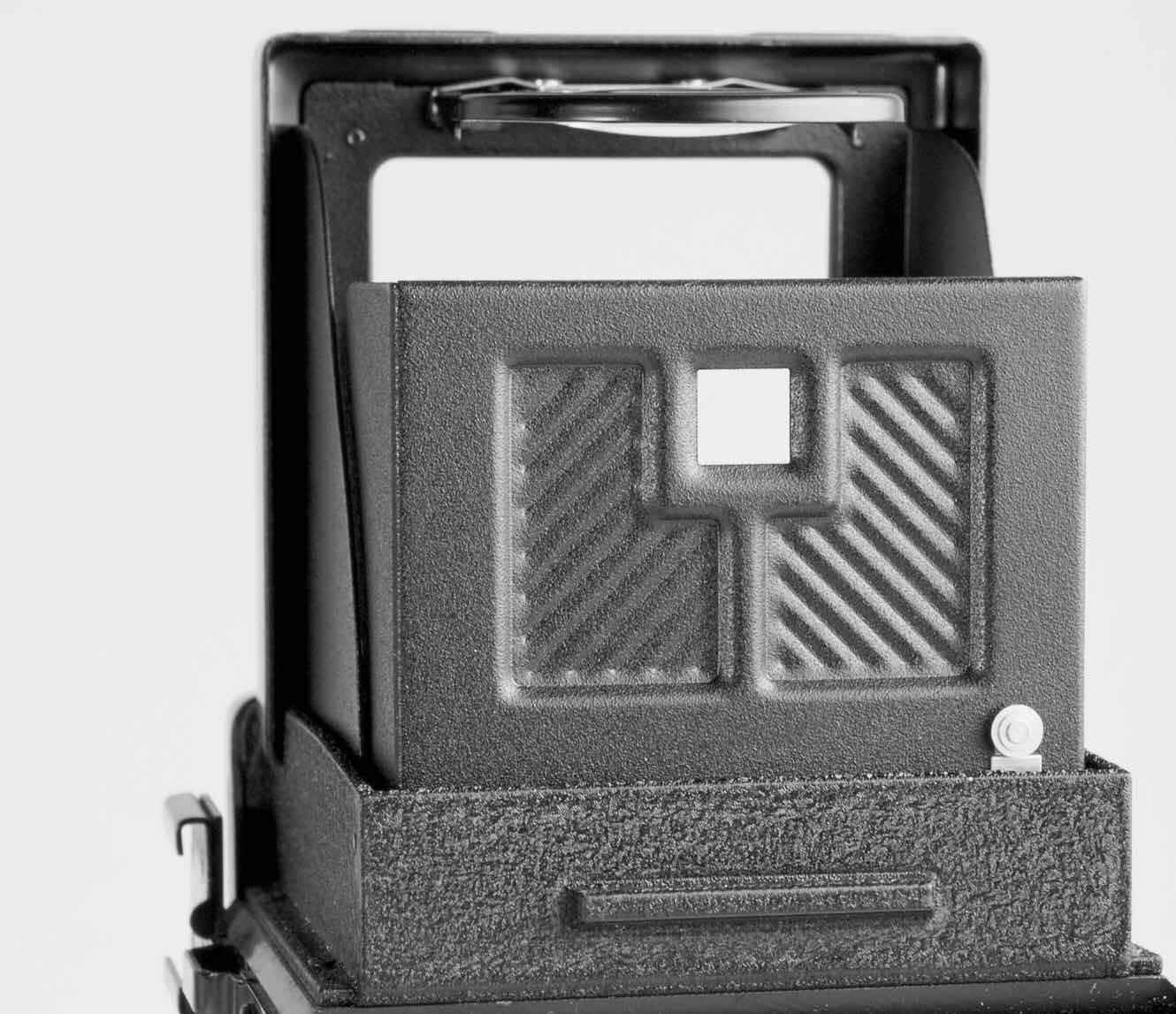
Mirino sportivo 6x6

Il mirino sportivo, o mirino a cornici, è privo generalmente di lenti ottiche, quindi non è un mirino oculare, ma è costituito da due semplici cornici di inquadratura, separate da uno "spazio", entro le quali è possibile avere una linea di mira, con una demarcazione approssimata di ciò che verrà inquadrato sulla fotografia.
Molto pratico e veloce, di uso diretto, ma spesso è privo del controllo del fuoco e soffre di parallasse, in quanto l'asse della sua linea di mira non corrisponde con l'asse ottico del obiettivo di ripresa.
È il tipo più elementare di mirino fotografico, e veniva chiamato sportivo, in quanto molto più veloce per seguire i movimenti, rispetto allo schermo di messa fuoco, o ad altri mirini meno diretti, tipo quelli delle fotocamere a soffietto dell'epoca. Veniva usato in molte fotocamere da giornalista.
Alcune fotocamere subacquee utilizzano una semplice cornice (o due) senza lenti, per visualizzare il campo inquadrato.

### Vetro smerigliato

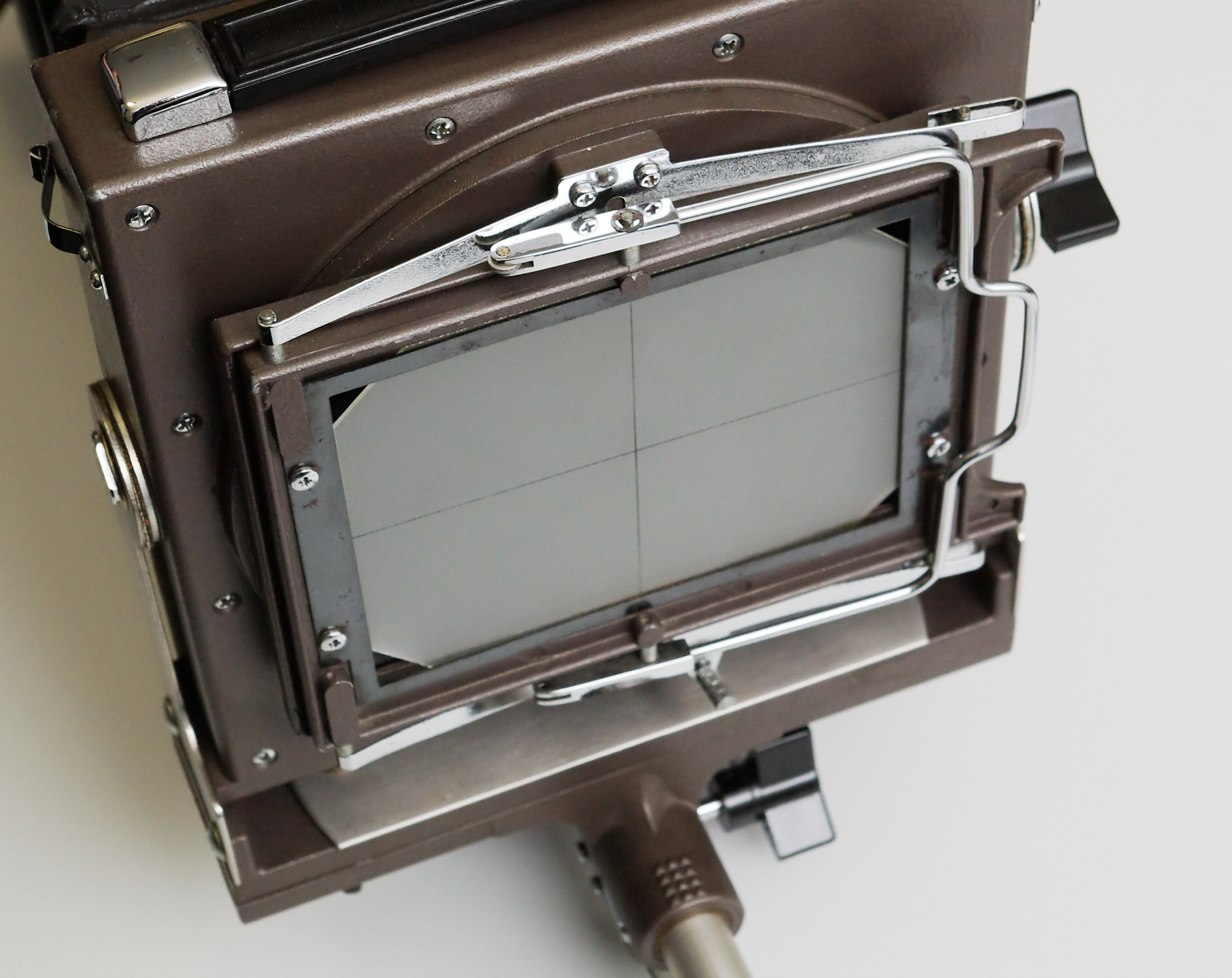
Vetro smerigliato

È un vetro semi-trasparente su cui si vede l'immagine, posizionato esattamente sul piano focale della fotocamera, è tipico di quelle dette banco ottico a soffietto, di grande formato in lastre o pellicole piane, dove l'immagine è visibile dal retro, ed il quale vetro viene sostituito dalla lastra fotografica, solo al momento di scattare la foto.
Viene detto anche schermo di messa a fuoco, perché è la sua funzione primaria, e verrà usato in tante altre fotocamere più piccole e più semplici da utilizzare (rispetto al banco ottico), soprattutto nelle fotocamere reflex di piccolo e di medio formato, sia biottica che a singola lente. 
Il vetro smerigliato è il mirino più elementare per il controllo diretto della messa a fuoco, che viene visualizzata direttamente sullo schermo, senza utilizzo di specchi o di rimandi vari (delle immagini) presenti su altri sistemi; ma per questo motivo, l'immagine sul vetro risulta capovolta, speculata ed invertita, esattamente come è formata e come viene fornita normalmente dagli obiettivi.
È sicuramente un sistema di mira "lento" e poco pratico per chiunque, che necessita di accortezze, di pazienza e di abitudine, e dove in molti casi è giudicato veramente difficoltoso da usare, per molti fotografi, soprattutto tra quelli "di strada", che non sono abituati o non hanno mai usato un banco ottico. 
Ulteriori miglioramenti per questo tipo di mira, sono l'aggiunta della lente o "lentino" per il controllo accurato del fuoco, della lente di Fresnel, dello stigmometro centrale, della corona di microprismi e/o di un insieme misto di queste. Che generalmente vedono lo stigmometro circondato da una corona di microprismi, utili entrambi in quanto complementari: cioè, nelle situazioni in cui l'immagine spezzata non funziona, di solito funzionano i microprismi, e viceversa (in altre situazioni). 
Il lentino di ingrandimento, è una soluzione sempre molto utile, o spesso necessaria per migliorare l'accuratezza del fuoco, ma non sempre è stata implementata nei mirini più moderni delle reflex di piccolo formato (anzi, è sparita), e questo, legato al fattore di ingrandimento negativo tipico di questi mirini (in media 0,70x), ha contribuito a peggiorare la funzione del mirino stesso, spingendo molto sulle "nuove" fotocamere con autofocus (le "inquadra e scatta"). 

### Mirino galileiano

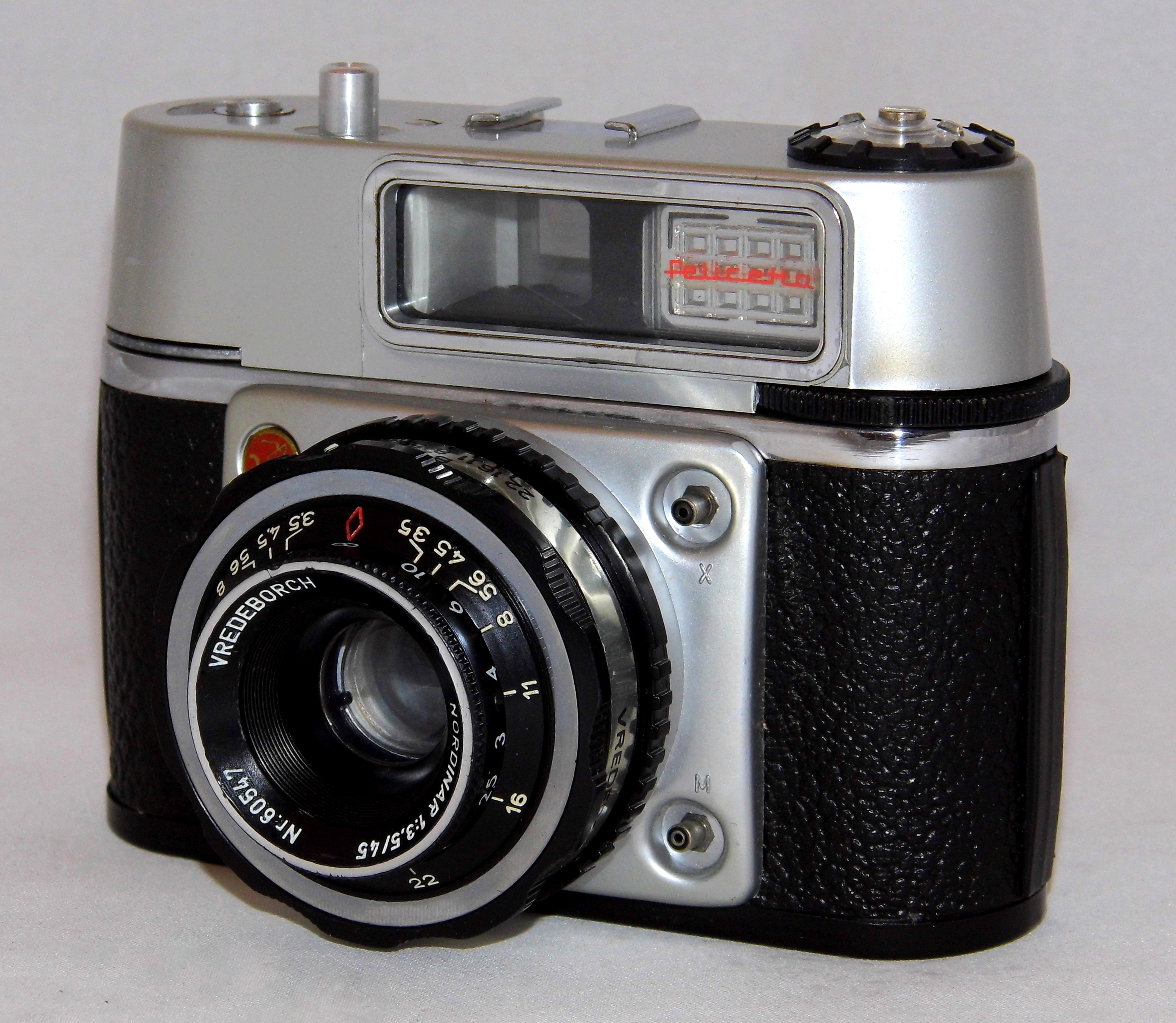
Mirino galileiano

È un mirino ottico oculare, solitamente composto da due lenti, una positiva e una negativa, proprio come i cannocchiali di Galileo Galilei, da cui prende il nome. È generalmente collegato alla fotocamera, ma può anche essere un dispositivo a sé stante da applicare se necessario, che può essere collegato a vari corpi, in modo universale o proprietario.
Funziona senza usare l'immagine del obiettivo ed è possibile che all'interno della finestrella si veda una cornice luminosa che indica la sua inquadratura, oppure può fornire varie cornici in base agli obiettivi montati. Anche questo mirino è soggetto all'errore di parallasse, specialmente quando il soggetto ripreso è molto vicino alla fotocamera e/o il mirino è lontano dall'asse ottico. 
Lo si trova spesso sulle compatte più o meno economiche, ma volendo è molto nitido e luminoso, oltre ad essere di costruzione abbastanza economica. 

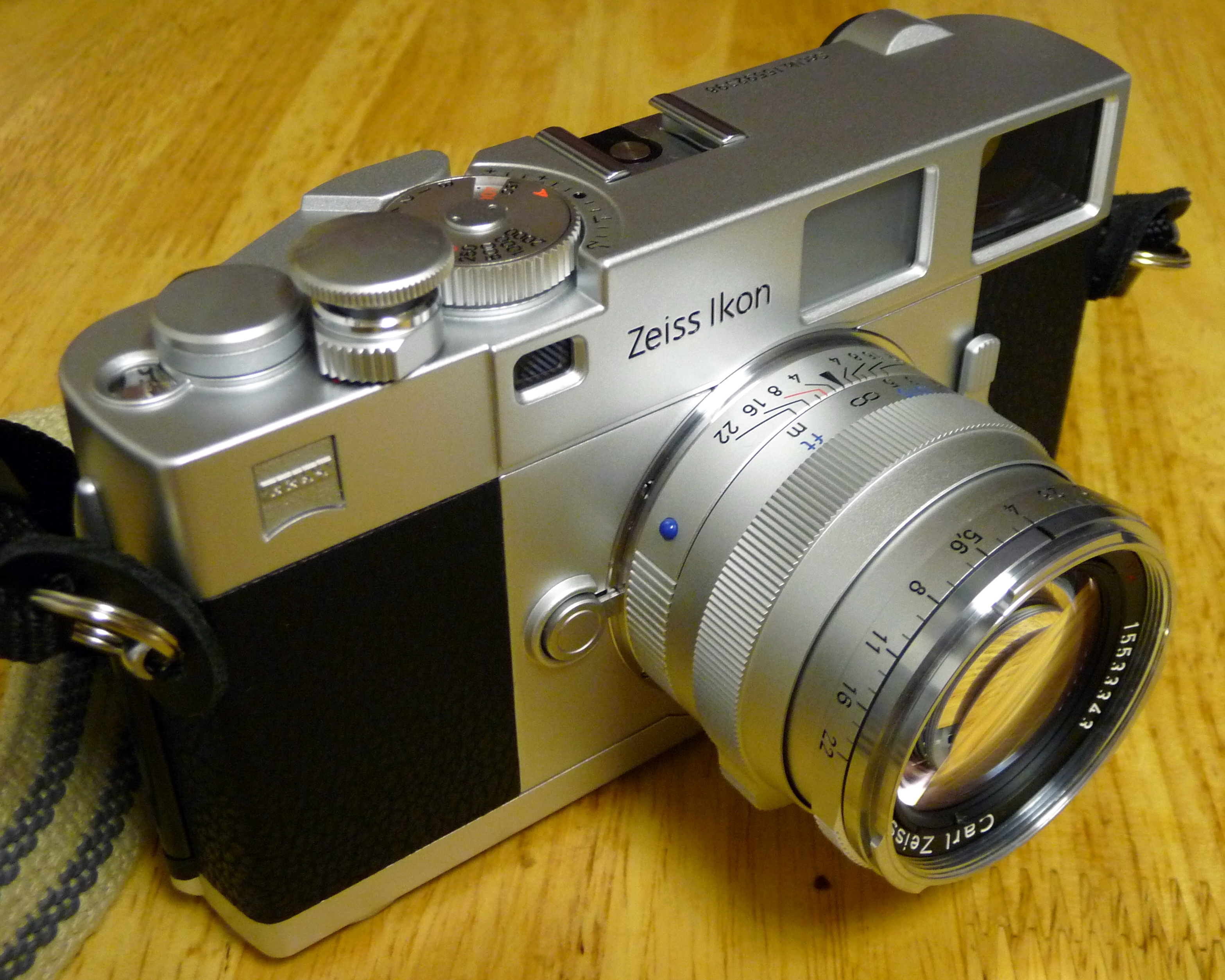
Galileiano a telemetro

Il mirino galileano è usato anche su alcune fotocamere a telemetro di alta qualità e di prezzo non economico, tipo le varie Leica M (M sta per Messucher, telemetro in tedesco), le uniche ancora in produzione con un telemetro, anche in versione digitale. Ed è un mirino molto interessante per tanti aspetti di ripresa. 

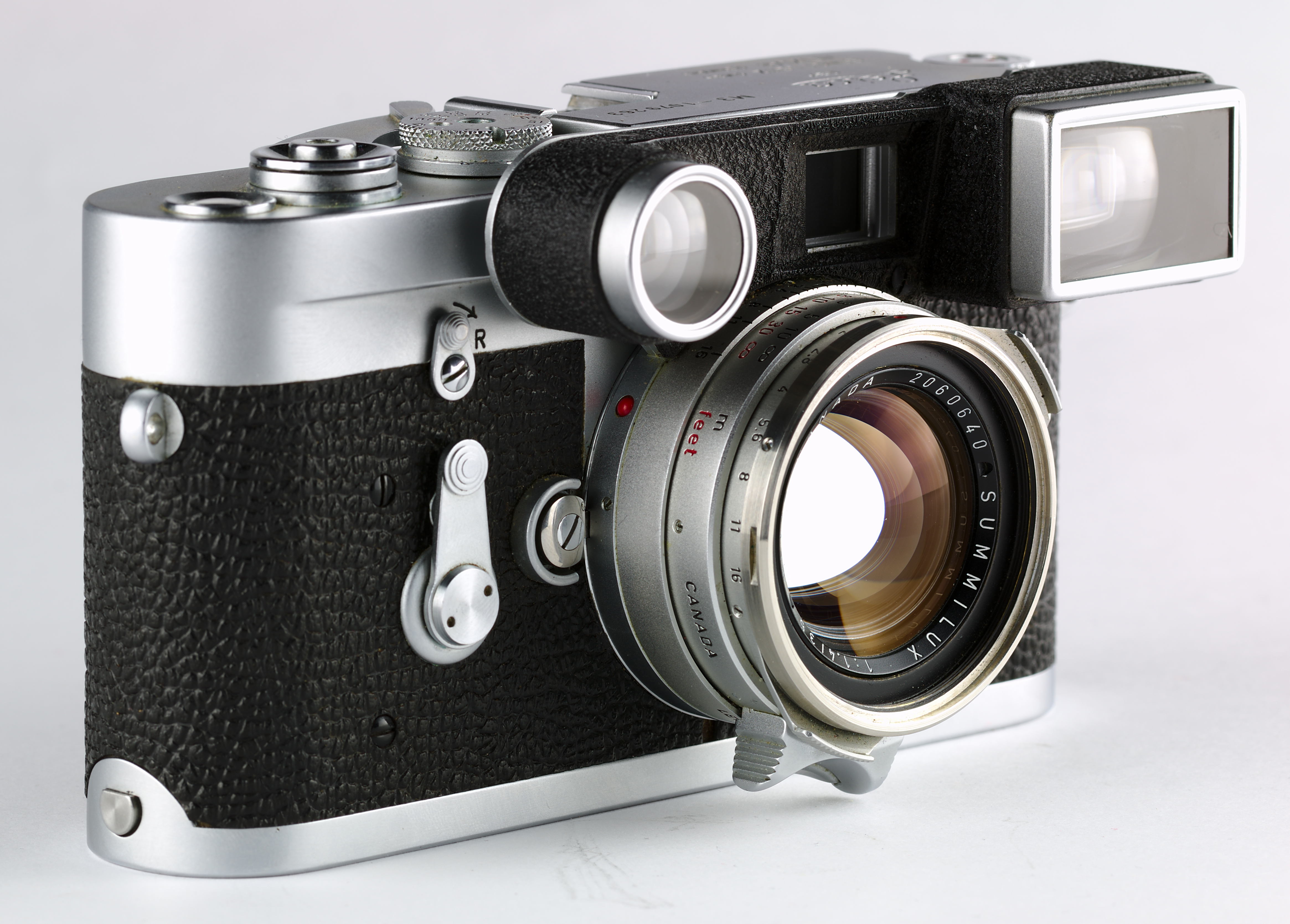
Leica M3 con lenti di mira per un uso grandangolare

Il vero vantaggio del mirino galileiano sulle macchine ad obiettivi intercambiabili come le Leica M, consiste nel fatto che è veramente molto luminoso anche di notte e anche se si montano ottiche scure (es, f/4 o f/5,6, come molti zoom per reflex), in quanto non influenzano la luminosità della mira. Il campo visuale viene adattato a quello dell'obiettivo in uso, con le cornici luminose, e se ben tarato, il telemetro fornisce anche un ottimo sistema di messa fuoco, con l'immagine tutta focalizzata a tutto campo, tipico del mirino galileiano e diversamente dai mirini a schermo smerigliato delle reflex (ad esempio). 
Il mirino Leica possiede un discreto angolo visuale (in genere, grandangolare), che riprende un campo più largo rispetto alla cornice dell'ottica più ampia che può montare. Tuttavia, questo sistema è condizionato a funzionare meglio per le focali più comuni, intorno al obiettivo normale, tra il grandangolare da 24 mm e il mediotele da 135 mm. Nel caso si utilizzino dei grandangolari spinti o dei teleobiettivi più potenti, serve un mirino esterno e/o delle cornici specifiche, diventando meno pratico ad esempio per la fotografia macro, ma non nasce certo per questo. 

### Reflex a pozzetto

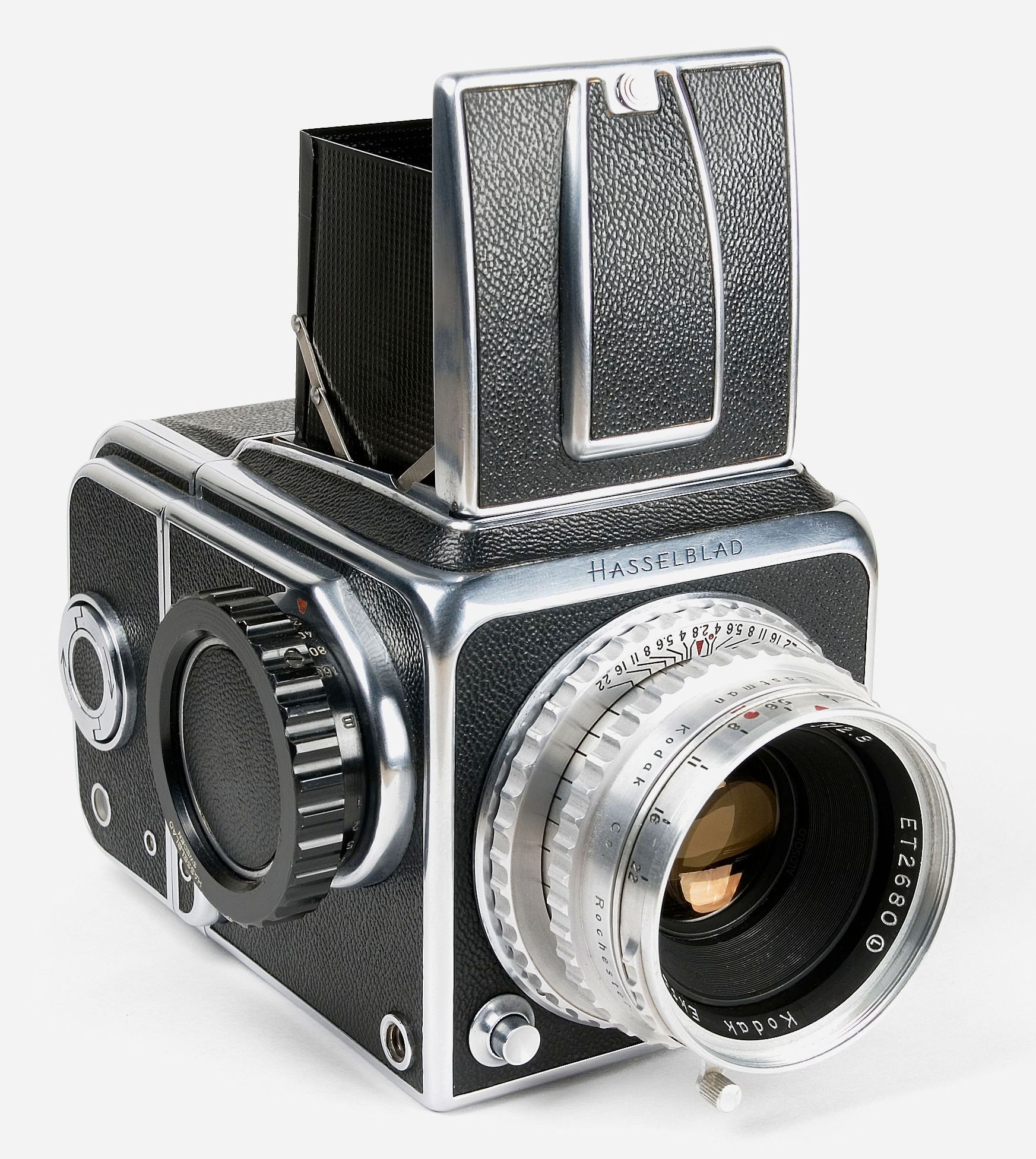
Minino a pozzetto di una Hasselblad 1600F

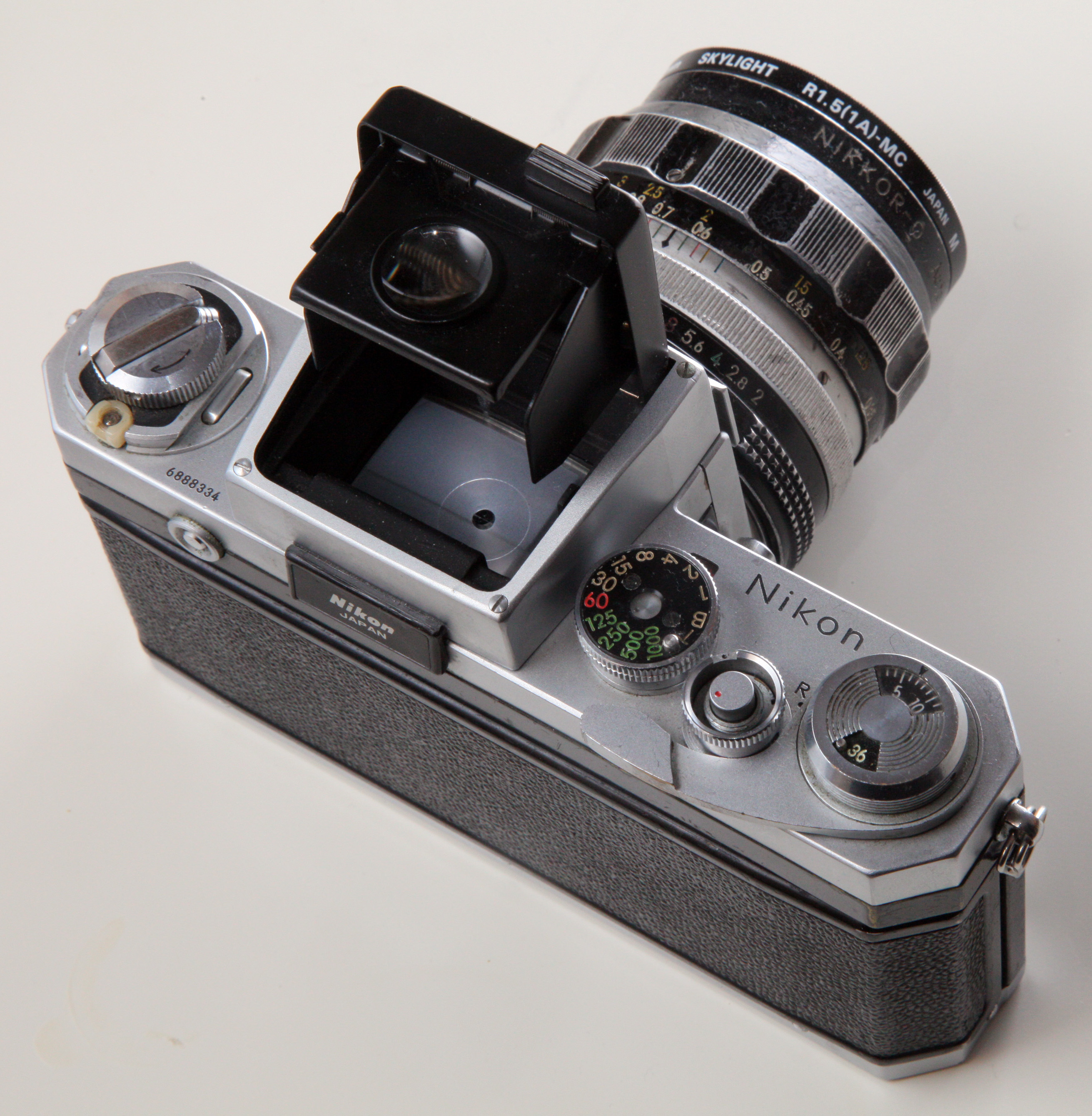
Pozzetto con lentino di una Nikon F

Evoluzione del vetro smerigliato, il suo nome deriva dal fatto che lo si osserva dall'alto verso il basso, come il fondo di un pozzo, in quanto è dotato di uno specchio inclinato a 45° che riflette l'immagine del obiettivo verso l'alto, sullo schermo di messa a fuoco. Non è un mirino oculare e lo specchio raddrizza l'immagine capovolta, ma non la specula: ciò che è a destra si vede a sinistra e viceversa. Questo spiazza sempre un po' il fotografo, che ci dovrà fare l'abitudine.
Viene utilizzato nelle fotocamere a biottica, ma anche su altri modelli di reflex a singola lente.
Varie fotocamere di medio formato e altri, sono state dotate di questo tipo di mirino: 
- Hasselblad V, praticamente quasi tutte, come dotazione di serie, intercambiabile con mirini a pentaprisma di vari tipi. Quelle del sistema H nasce invece con la dotazione di un mirino a pentaprisma, però sostituibile con un mirino a pozzetto.
- Rolleiflex, Rolleicord, Rollei, Lomo Lubitel, varie Mamiya, varie Zenza Bronica, varie Yashica 124, e altre.
- Anche sulle reflex Nikon F e sulle Exakta, originariamente concepite come sistemi a parti intercambiabili, potevano essere montati mirini a pozzetto.

Quando è fornito del lentino per il fuoco accurato, diventa un mirino oculare, anche se mantiene la destra-sinistra invertite.

### Reflex a pentaprisma

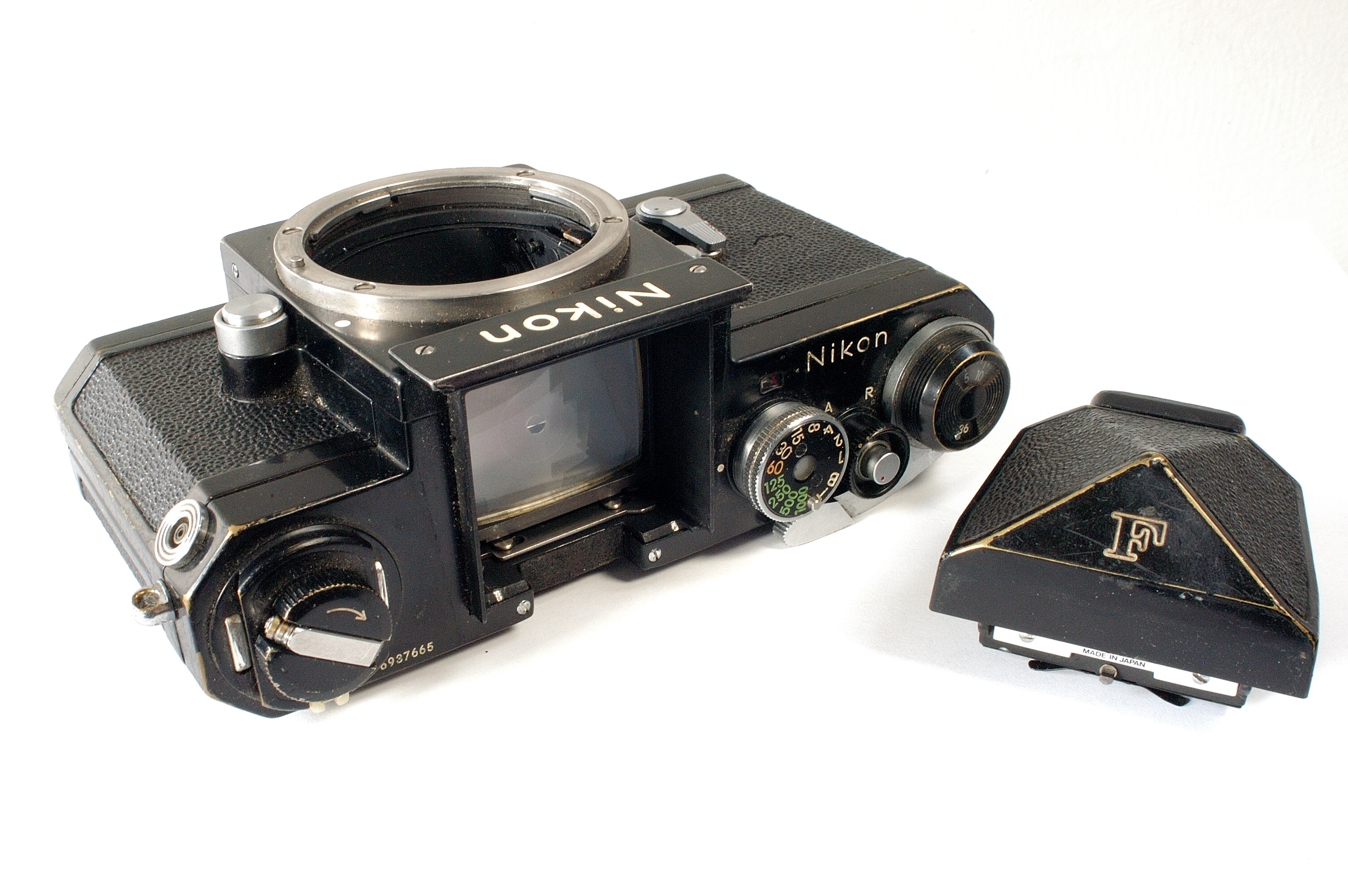
Nikon F con pentaprisma sganciato (intercambiabile)

Evoluzione del mirino a pozzetto, come questo riceve l'immagine direttamente dall'obiettivo di ripresa, con tutte le stesse possibilità del caso, ma con l'aggiunta del pentaprisma a tetto o del pentaspecchio, dispositivo che finisce di raddrizzare totalmente l'immagine, portando la linea di mira sullo stesso asse parallelo di quella ottica. Questo sistema permette al fotografo una più facile e diretta composizione, senza distrazioni su dove sia la destra o la sinistra, e rispetto alle reflex biottica, mostra anche il risultato diretto di eventuali filtri fotografici posti sull'obiettivo. Il pentaprisma nasce nel 1931, ma è solo dal 1943 che viene utilizzato per la prima volta: è una fotocamera reflex di piccolo formato europea; poi successivamente, verrà usato anche in quelle di medio formato. E siccome queste prime fotocamere per i rullini 135, erano state progettate copiando la Leica III (trasformandole in pratica, in una «Leica reflex»), il loro corpo obbliga ad avere il mirino praticamente nel mezzo, togliendo qualsiasi spazio al naso del fotografo durante la mira, sia che usasse l'occhio destro o il sinistro. Questo è uno dei difetti rimarchevoli delle reflex a pellicola 35mm, mentre con le medio formato il problema veniva risolto per vari motivi, tra cui il maggior formato e la diversa costituizione di base dei corpi.
Durante lo scatto, lo specchio si alza verso il pentaprisma, permettendo il passaggio della luce sulla pellicola ed oscurando al contempo la camera interna, ma quindi anche il mirino per tutto il tempo necessario al ciclo completo del meccanismo di scatto. Fatto che in alcune situazioni potrebbe risultare un piccolo ostacolo.
Questo tipo di mirino permetterebbe una visione completa al 100% del fotogramma o della scena inquadrata. Tuttavia, è soltanto negli apparecchi di fascia professionale che veneiva offerta questa capacità; nelle altre, solitamente per motivi economici, veniva reso visibile solo il 90-95% del fotogramma, cioè la sola porzione che di norma veniva delimitata dal telaio della diapositiva o quella rifilata in fase di stampa, dalla negativa.

### Mirino digitale

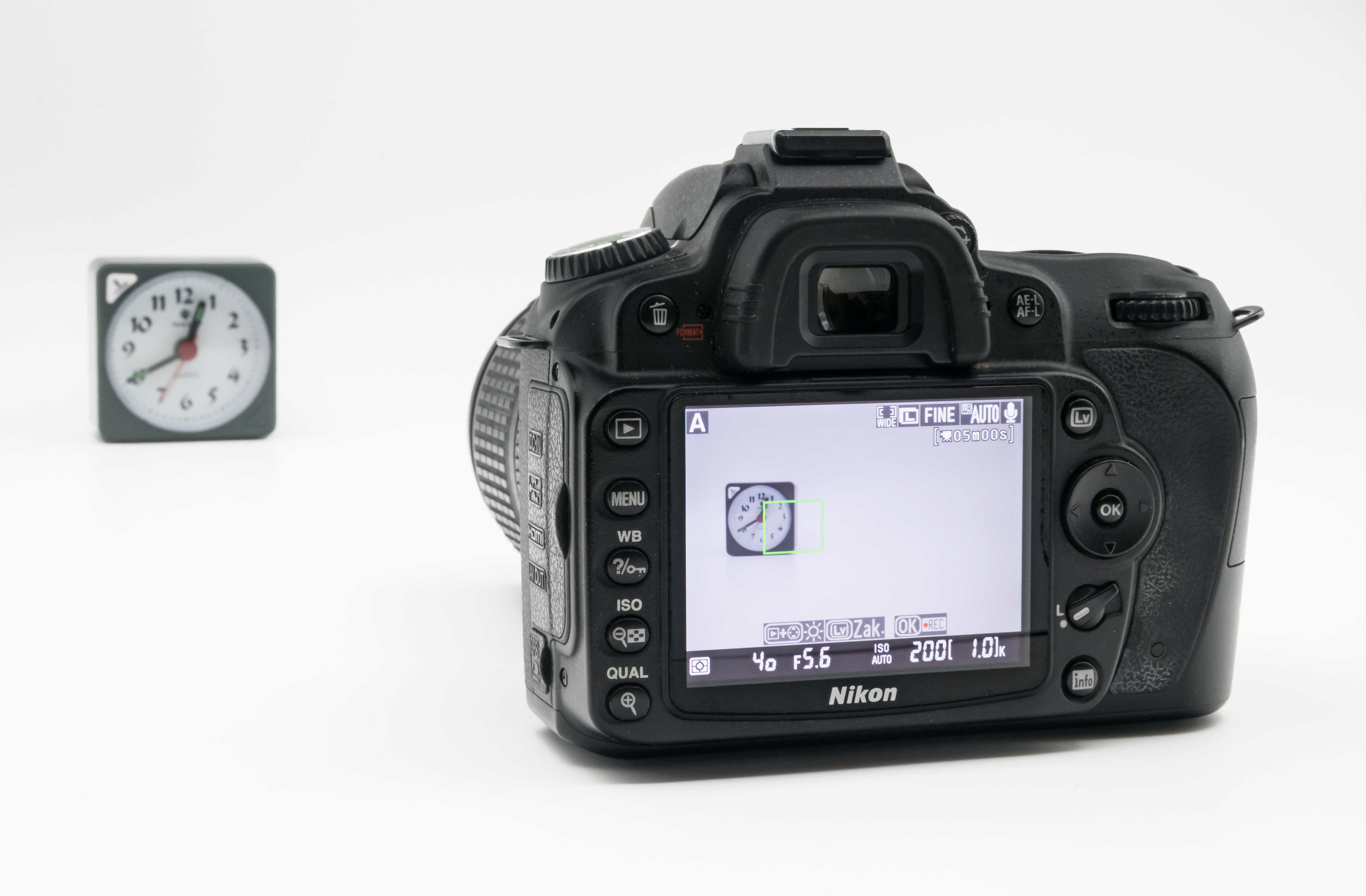
Live view (visore LCD) su Nikon D90

Su quasi tutte le fotocamere digitali è installato nel dorso un display LCD con funzione di live view (visione diretta o dal vivo), che mostra al 100% ciò che riprende il sensore, e quindi con una funzione di mirino elettronico diretto (o monitor) simile al vetro smerigliato del banco ottico, ma con una visione dritta (non invertita).
In molti casi, su questo display è possibile e conveniente installare un interessante accessorio con lentino, detto LCD viewfinder (mirino per LCD), costituito da un telaio paraluce, per trasformarlo in un grande "mirino oculare elettronico". Conveniente, perché i display LCD risultano poco visibili in condizioni di forte illuminazione (per esempio in pieno sole) e quindi, sulle reflex si è continuato a mantenere anche il mirino ottico oculare col pentaprisma. 
Sulle fotocamere mirrorless (senza specchio), oltre al display LCD, molti modelli presentano anche un mirino oculare elettronico, così queste fotocamere prendono il nominativo di EVIL (Electronic Viewfinder Interchangeable Lens ). 

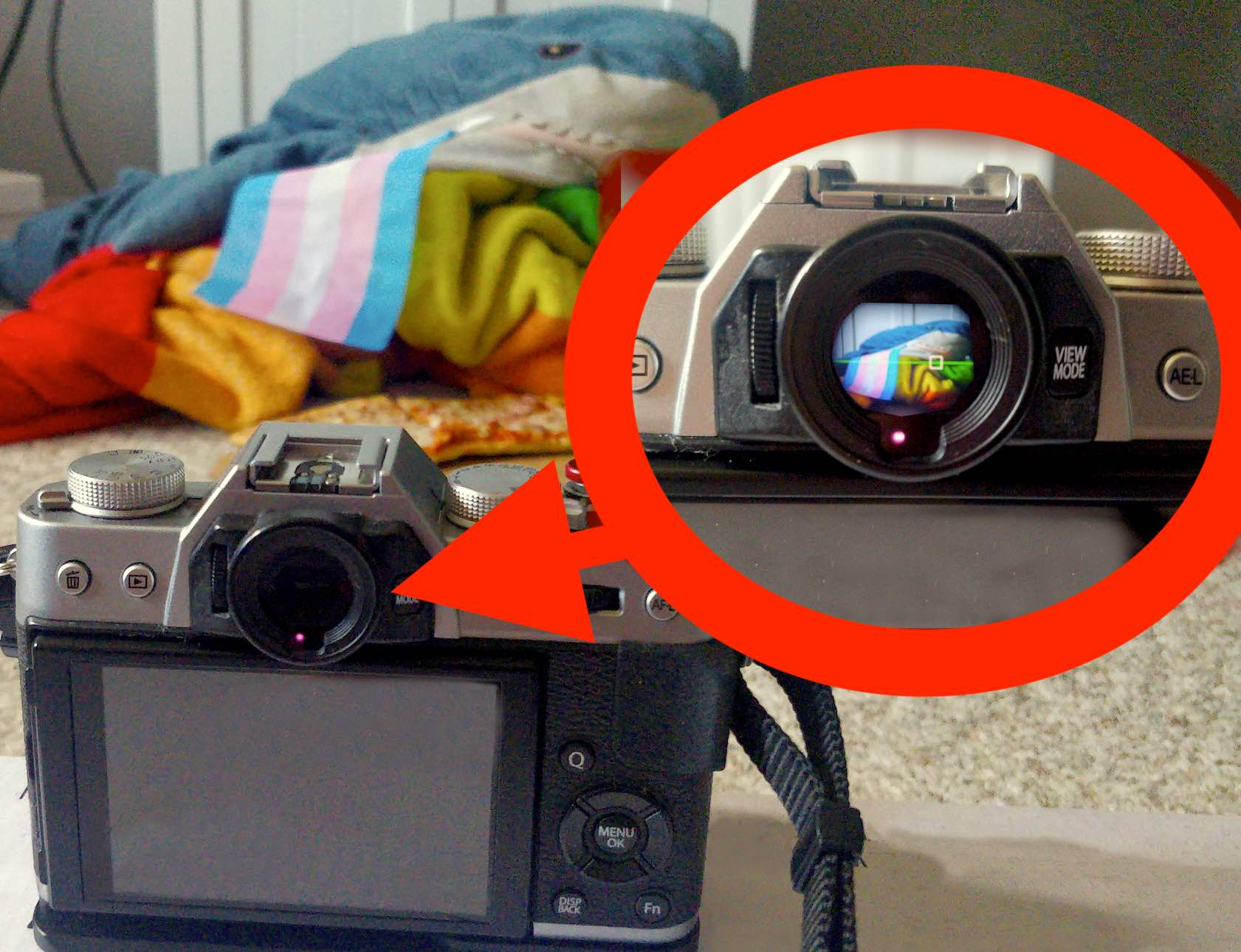
Mirino opto-elettronico

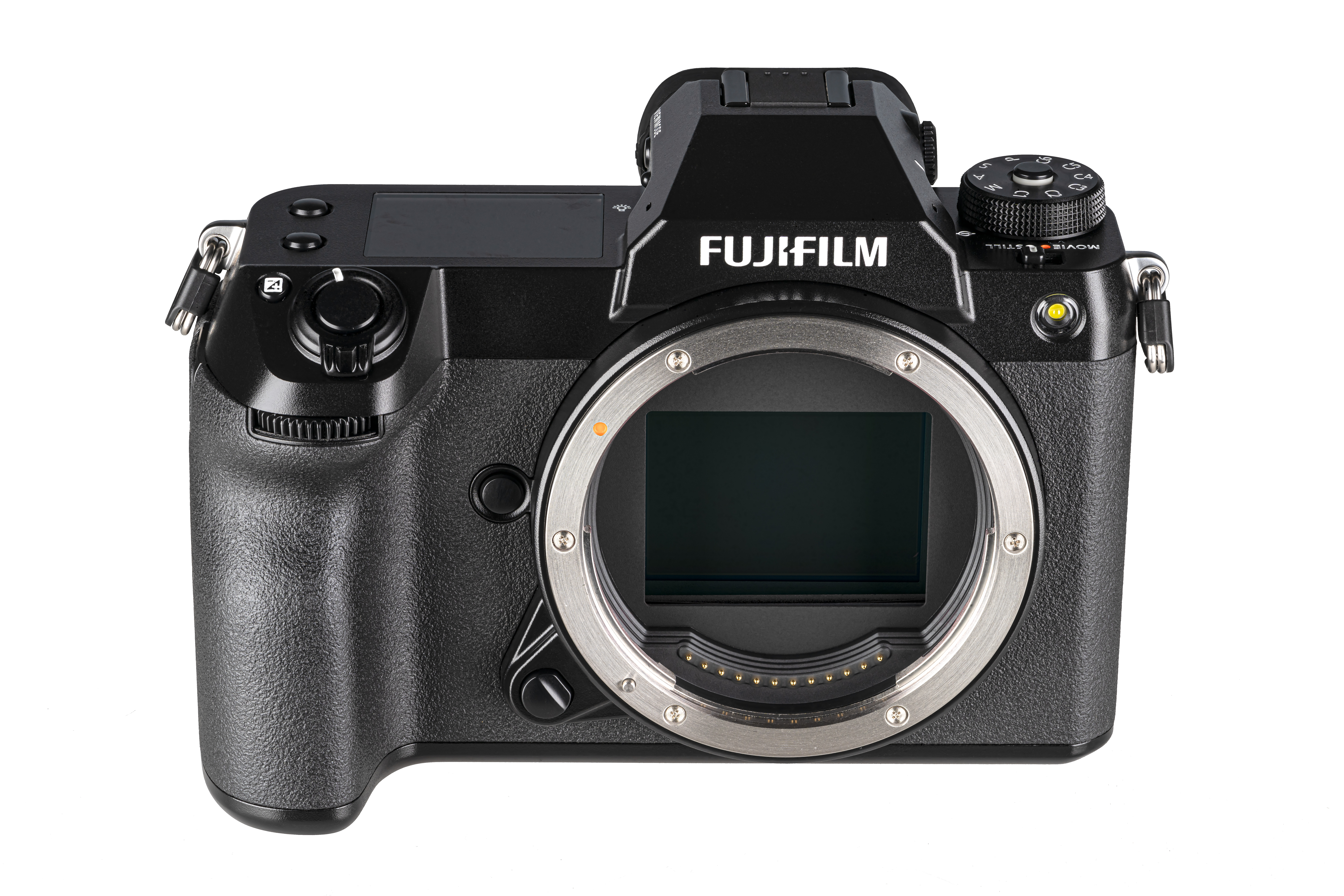
Una EVIL Fujifilm GFX 100S

È un mirino oculare su cui posare l'occhio, che facilita in quelle situazioni in cui il display è poco utile (ma anche viceversa) o che diventa lo strumento principale di puntamento della fotocamera.
Anche su queste fotocamere, il mirino oculare può essere ottico di tipo galileano, spesso etichettato OVF (optical view finder, mirino ottico), elettronico di tipo detto EVF (electronic view finder, mirino elettronico), oppure ibrido di tipo opto-elettronico (OVF-EVF), ma è tanto raro quanto è interessante, e nel quale si può avere la possibilità di vedere solo l'immagine ottica, quella ibrida con vista ottica più alcuni dati provenienti dal EVF, o solo la vista EVF completa, per vedere la stessa immagine visualizzata sul display. Sia il display che il mirino EVF, possono essere spenti alternativamente a scelta, rispetto a quello utilizzato.
Su queste fotocamere e su tutte le mirrorless, bridge e comatte, non c'è problema di specchi che oscurano l'immagine durante lo scatto. 
Tra le mirrorless, non tutte vengono fornite anche del mirino per l'occhio, ed alcune hanno la possibilità di usarne uno universale o proprietario, da installare all'esigenza. Oltre al mirino galileiano, le Leica M digitali hanno mantenuto anche il sistema di fuoco a telemetro, però volendo possono montare anche un mirino EVF dedicato, per aumentare le possibilità d'uso, diventando a tutti gli effetti in grado di essere utilizzate anche per la fotografia macro.

## Ingrandimento
L'ingrandimento dei mirini oculari è un dato tecnico che spesso viene presentato nel foglio delle specifiche, o in alcuni casi anche indicato sul corpo del mirino stesso. Ovviamente, i mirini a cornici, senza lenti, e comunque un po' tutti quelli senza lenti oculari, hanno un ingrandimento reale 1x, che è relativo alla visione ad occhio nudo (1x). Tutti gli altri mirini possiedono un fattore di ingrandimento, con valore relativo ad un riferimento preciso e/o standardizzato, dall'industria dell'immagine. 

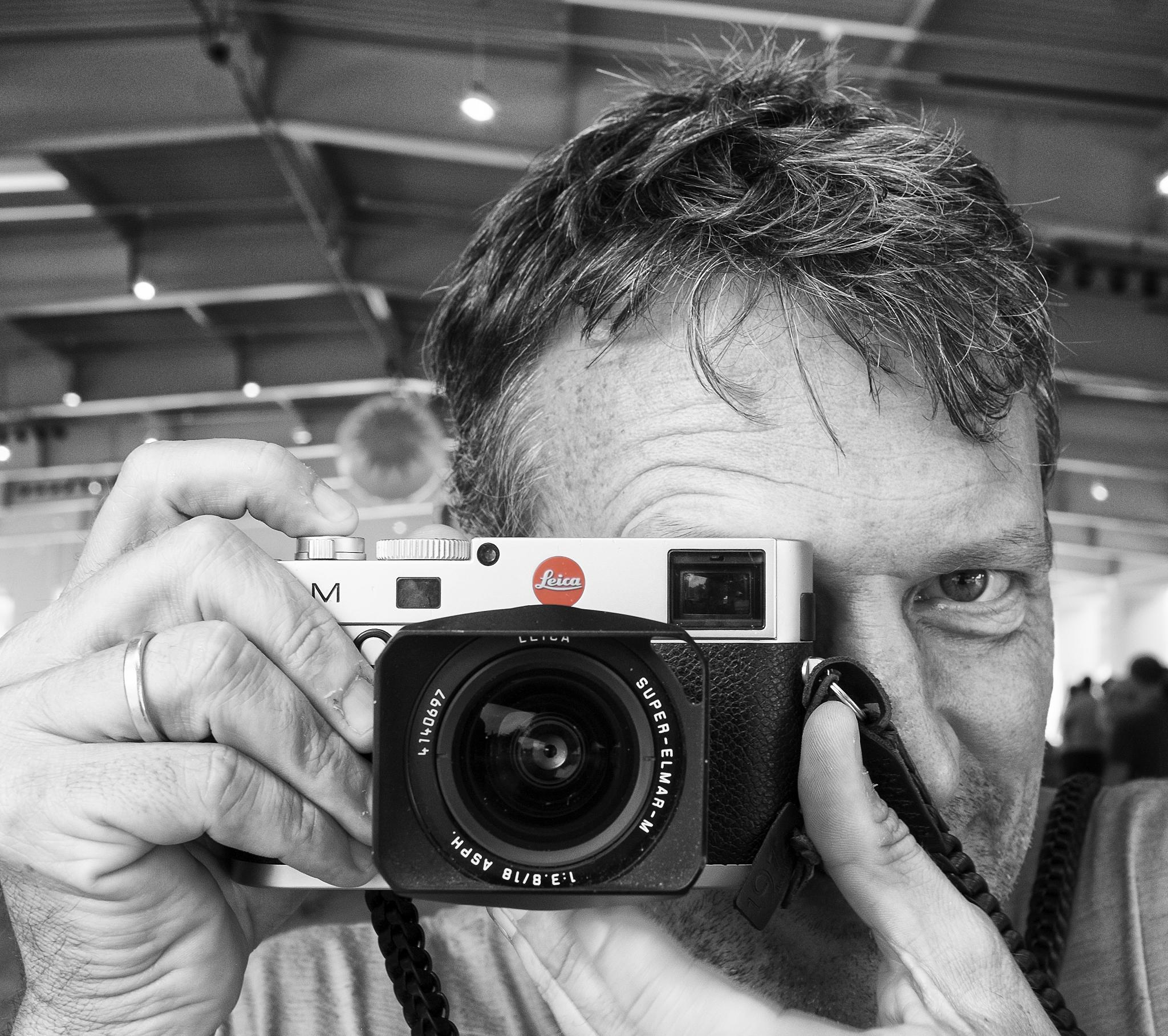
Visione a due occhi

Il mirino galileiano, essendo uno strumento ottico equivalente al cannocchiale galileiano, usa come riferimento la visione ad occhio nudo; così, quando è indicato un valore di ingrandimento di 0,75x (ad esempio), significa che il mirino rimpicciolisce l'immagine osservata attraverso, rispetto a quella vista ad occhio nudo; oppure, un mirino che indicasse 1,5x, fornirebbe una visione ingrandita di 1,5 volte tanto, rispetto la visione ad occhio nudo, ecc.
Le fotocamere Leica M iniziarono dal modello M3 che forniva un interessante ingrandimento di ~ 0,96x, con una visione solo leggermente rimpicciolita rispetto all'altro occhio, che comunque poteva osservare facilmente di lato (vedi foto a fianco); poi col tempo e con la possibilità di utilizzare anche gli obiettivi grandangolari, il mirino Leica ha dovuto modificare i valori, per ampliare il campo visibile, fornendo vari fattori, come lo 0,72x, lo 0,62x, lo 0,82x, e vari altri, in base alle esigenze e ai modelli, ma abbandonando il primo mirino col valore vicino al 1x; tuttavia, con l'ausilio di alcune lenti oculari da inserire sull'oculare del mirino, è ancora possibile aumentare l'ingrandimento di base, anche a valori superiori a 1x, per migliorare la mira con l'utilizzo dei teleobiettivi. Oppure, oggi, con il mirino EVF ausiliario, c'è la possibilità di ingrandire una particolare zona del fotogramma, come se ci fosse un ulteriore zoom, fino anche a 10x (come il lentino per vetro smerigliato). 
Infatti, l'ingrandimento dell'immagine elettronica sugli EVF, può essere ingrandita ulteriormente fino a far combaciare i pixel del sensore con i pixel del LCD o OLED, del mirino elettronico. È esattamente quello che succede con i monitor per computer, quando vengono ingrandite le immagini al 100%, dove i pixel della foto corrispondono ai pixel del monitor LCD, LED. ecc.
I mirini reflex e quelli elettronici, vengono invece riferiti tutti ad un singolo standard industriale, rappresentato dal ingrandimento fornito con l'utilizzo di un obiettivo di focale 50 mm; e questo indipendentemente dal formato usato sulla pellicola o il formato sensore. Motivo per cui la focale 50 mm è tutt'ora la focale standard, benché sovente venga confuso il significato di standard con abituale, normale o comune, intendendo che è la focale più utilizzata o quella tipica del obiettivo consegnato insieme al corpo, comperando una nuova fotocamera o peggio che sia la focale normale sul formato 24x36. No, la focale standard è di 50 mm e serve anche per poter calcolare l'ingrandimento del mirino, nonostante non rappresenti un diretto significato con la visione ad occhio nudo; infatti, per questo valore, è necessario fare due calcoli in più, basati sulla diagonale del formato e quindi rapportare i valori: ad esempio, se una fotocamera con sensore 24x36 monta un mirino con ingrandimento di 0,75x dichiarato secondo lo standard, significa che l'ingrandimento effettivo (visivo), cioè quello riferito al occhio nudo, è di ~ 0,65x, in quanto il rapporto tra la diagonale e la focale standard 50 mm, moltiplica il valore del mirino, 0,75x * (43,3 / 50).
In alcuni casi di mirini EVF per fotocamere (ad esempio) Micro 4/3 (e non solo), è possibile vedere valori di ingrandimento maggiori di 1x, tipo quello della OM-1 con un dichiarato 1,65x; ma ciò è relativo alla focale standard 50 mm e quindi vale 1,65x / fattore di crop = 1,65/2x ≈ 0,82x se riferito al valore standard delle full frame, oppure, se riferito all'occhio nudo, vale effettivamente: 1,65x * (21,6 / 50) = 0,71x.
Su alcune specifiche è possibile trovare un ingrandimento dichiarato, con un valore già calcolato per il formato 24x36, e detto «equivalente» al "24x36" o al "35mm", in base ai casi (che comunque fanno riferimento alla conosciuta dimensione 36 x 24 mm del formato Leica o del full frame). In questi casi, quel valore non corrisponde alla visione ad occhio nudo, ma al valore «standard equivalente», per cui sarà necessario moltiplicarlo ulteriormente per 0,86532... se di interesse.

### Copertura
La copertura del mirino è un dato che solitamente viene fornito con un numero percentuale, e riguarda quanto ciò che si vede nel mirino corrisponde a ciò che viene ripreso sul fotogramma. È un dato di corrispondenza, come per i pixel.
Il mirino galileiano mostra solitamente di più di ciò che viene ripreso, cioè della cornice, anche il 200% a volte o più, per cui è facile vedere valori indicati come 100% o > 100%, oppure anche nessun valore specificato, come è consuetudine per evitare confusioni agli utenti inesperti.
I mirini reflex, invece, riportano quasi sempre questo dato, che raramente raggiunge il 100%, mentre è più consueto intorno al 90% (± 5).
I mirini EVF forniscono sempre il 100% della copertura, o in rari casi poco meno (99%), ma è dovuto a qualche incopatibilità tra i pixel del sensore e i punti del monitor OLED o LCD utilizzato all'interno del mirino. E lo stesso discorso vale per i display dorsali, di tutte le fotocamere digitali.

## Galleria d'immagini

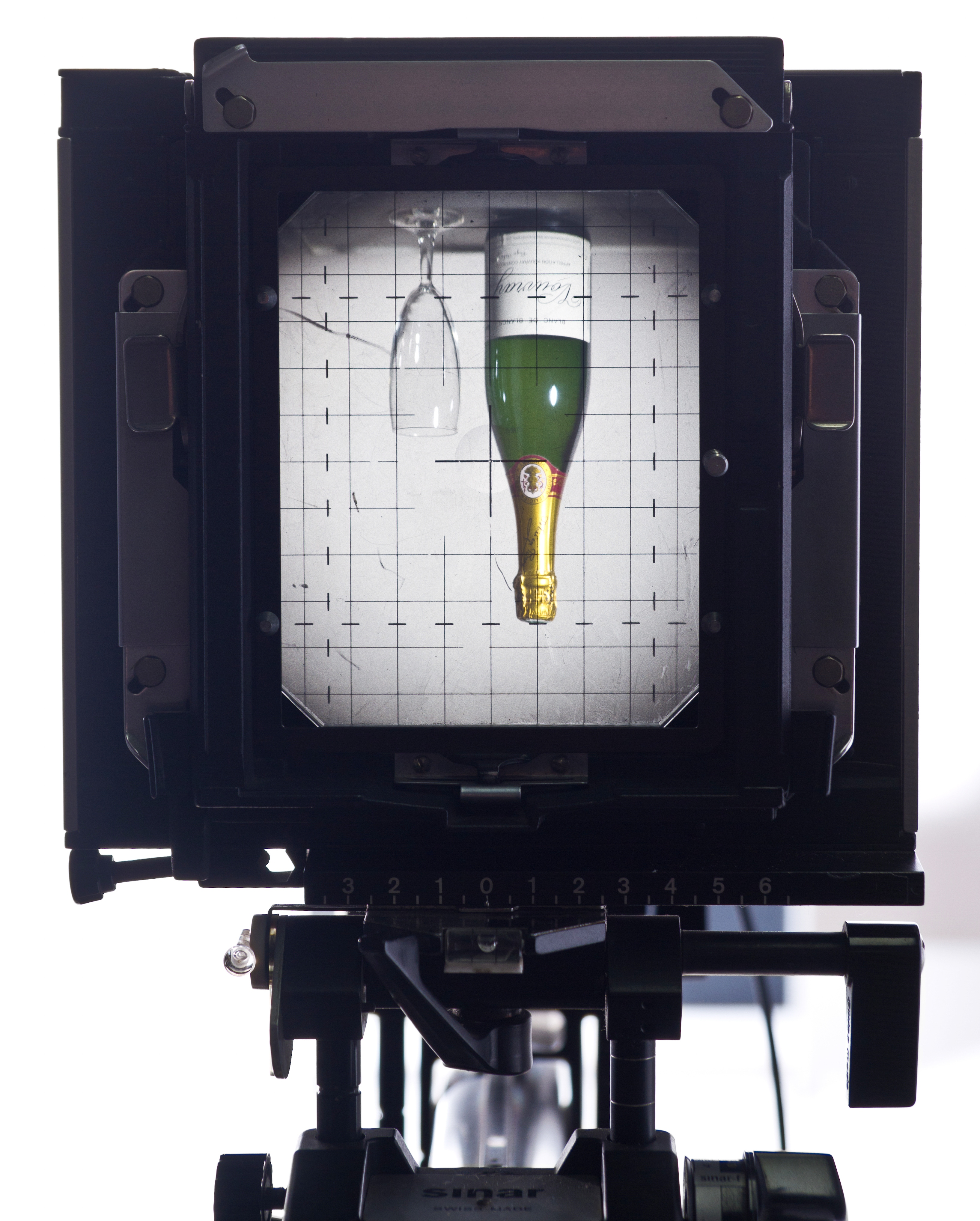
Immagine capovolta e speculata
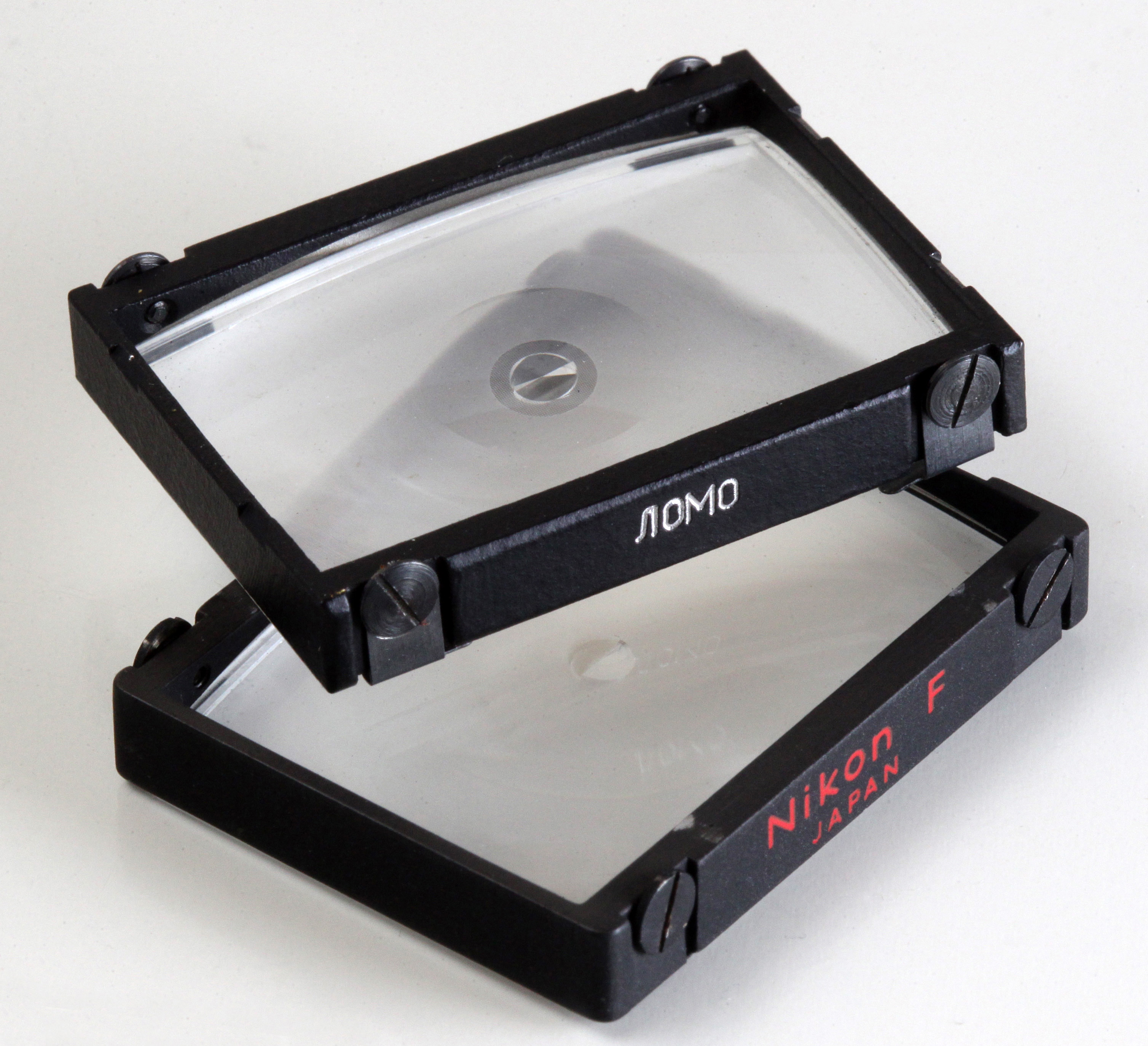
Schermi di messa fuoco
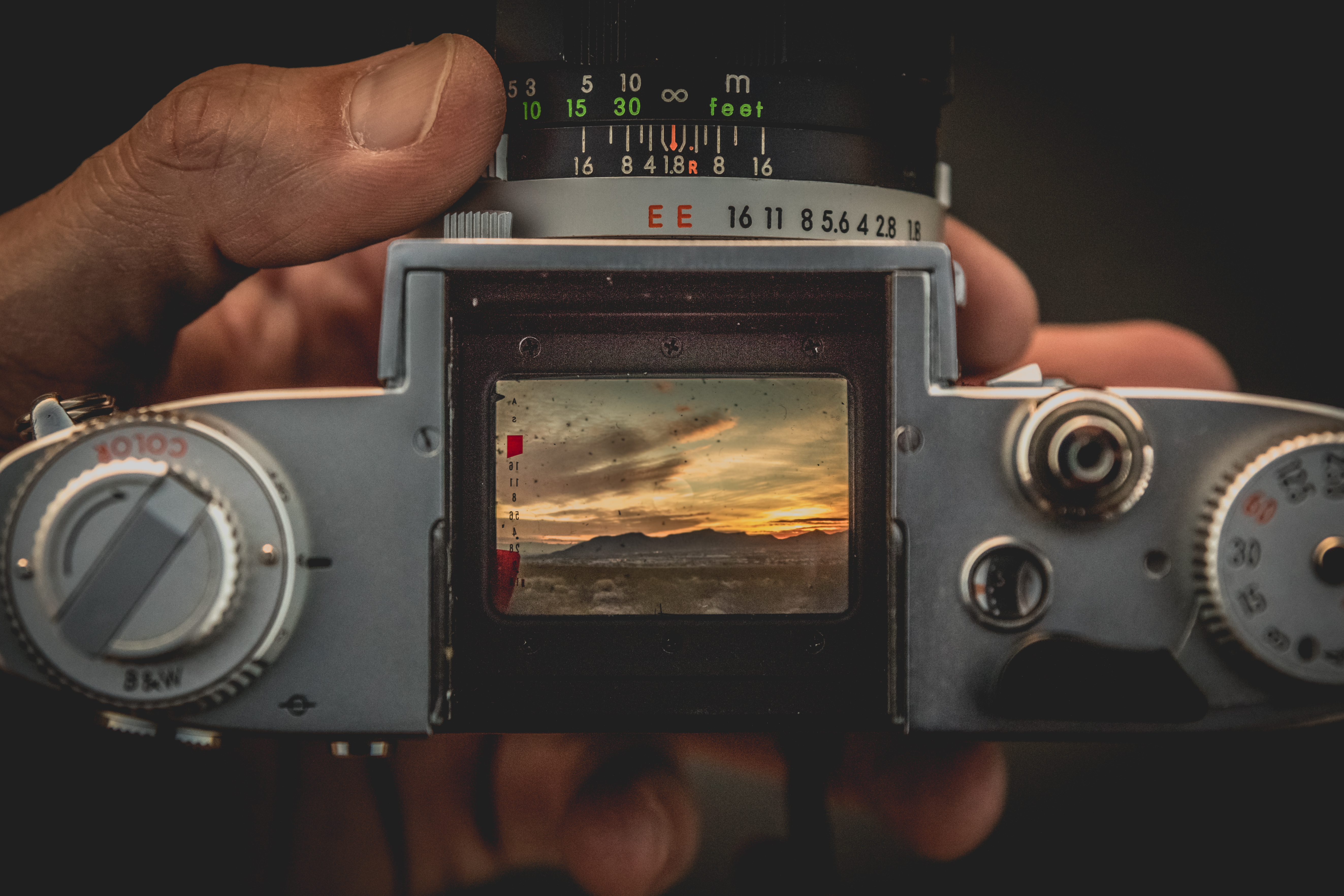
Pozzetto su reflex
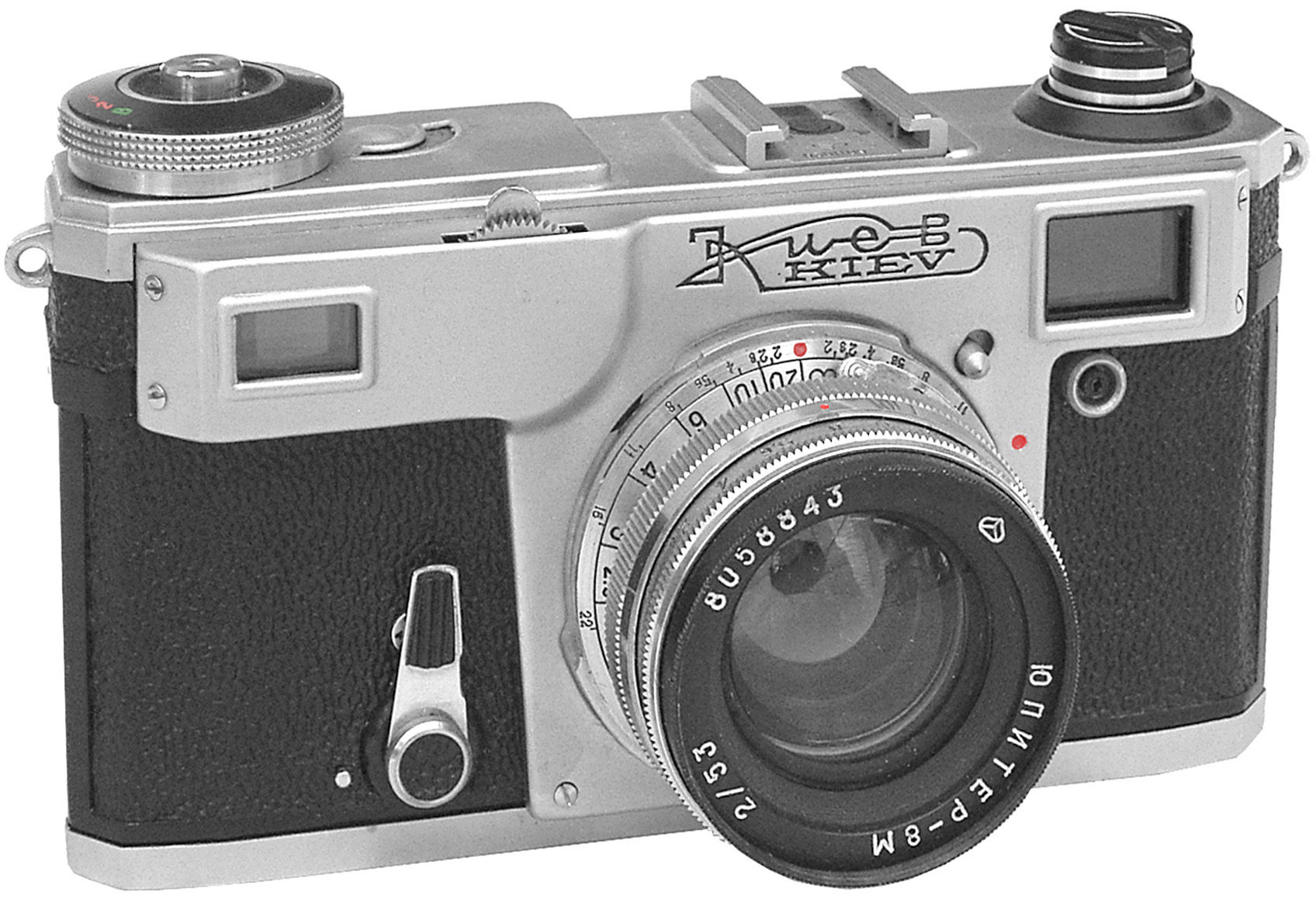
A telemetro
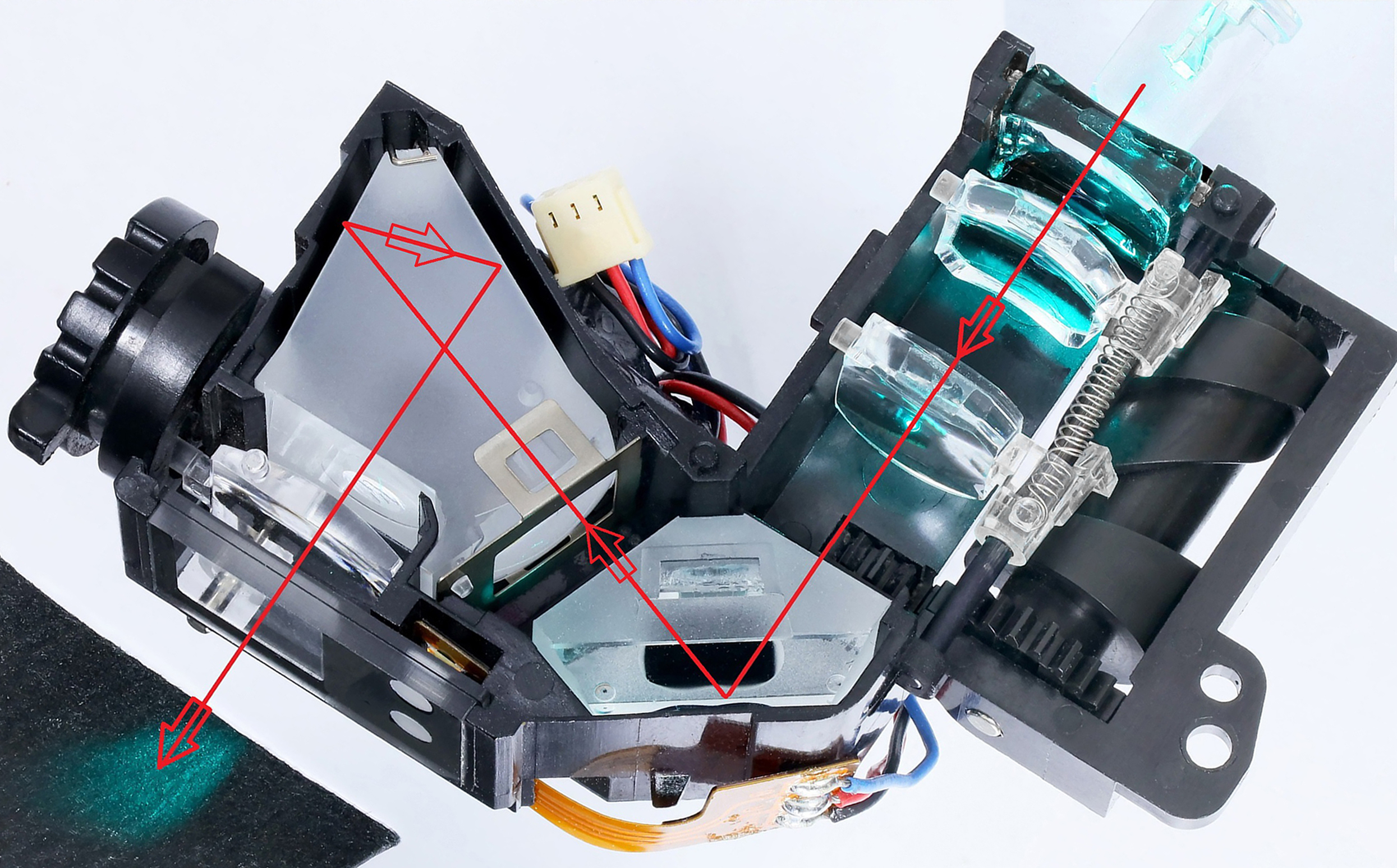
Spaccato di un mirino
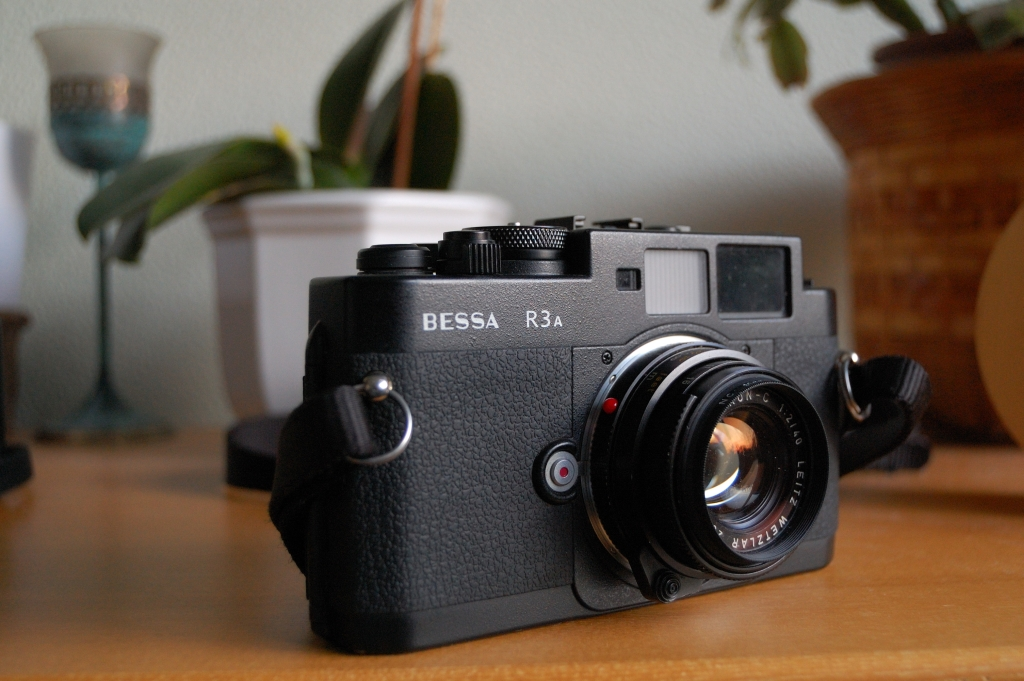
A telemetro
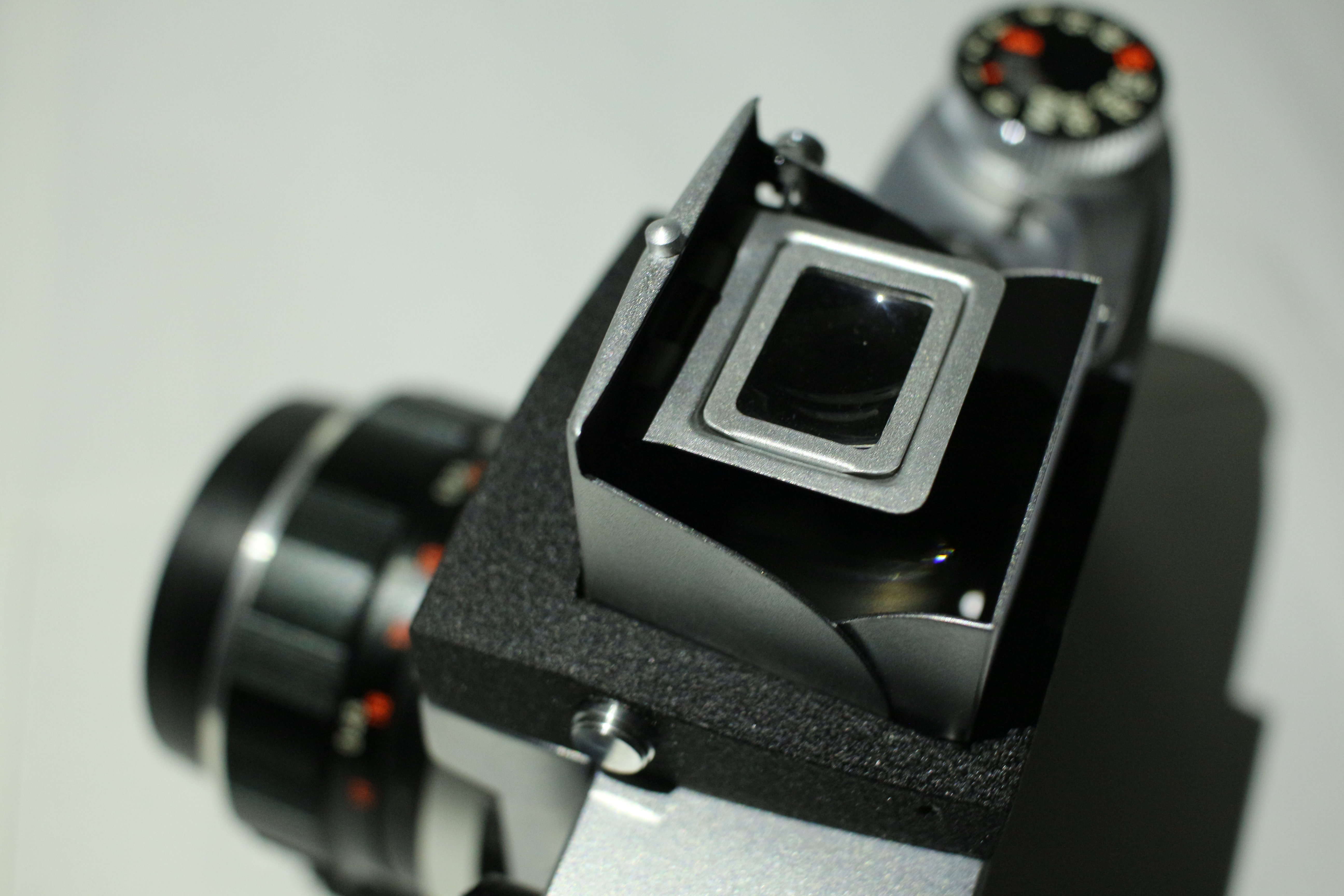
A pozzetto
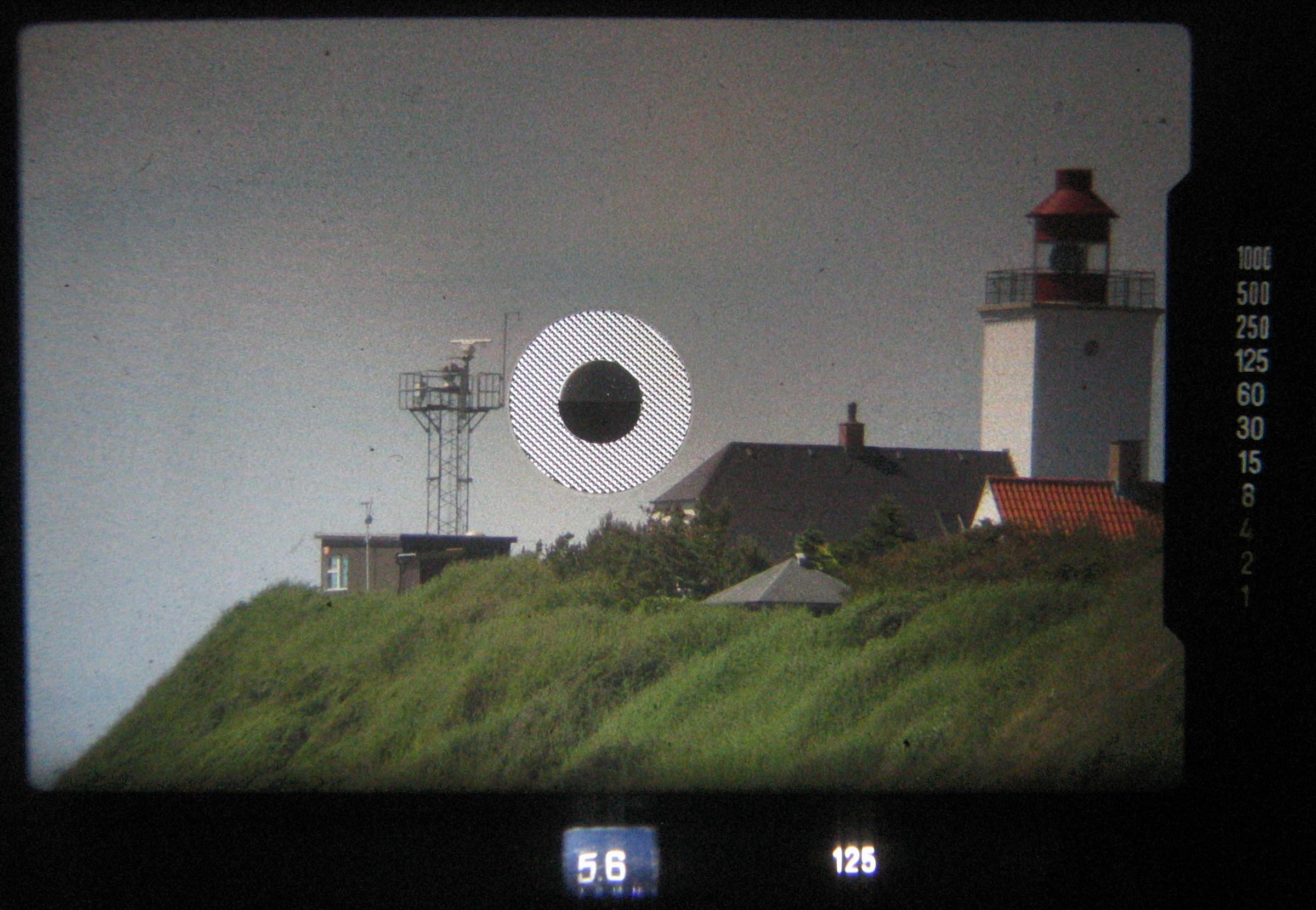
Visione interna reflex
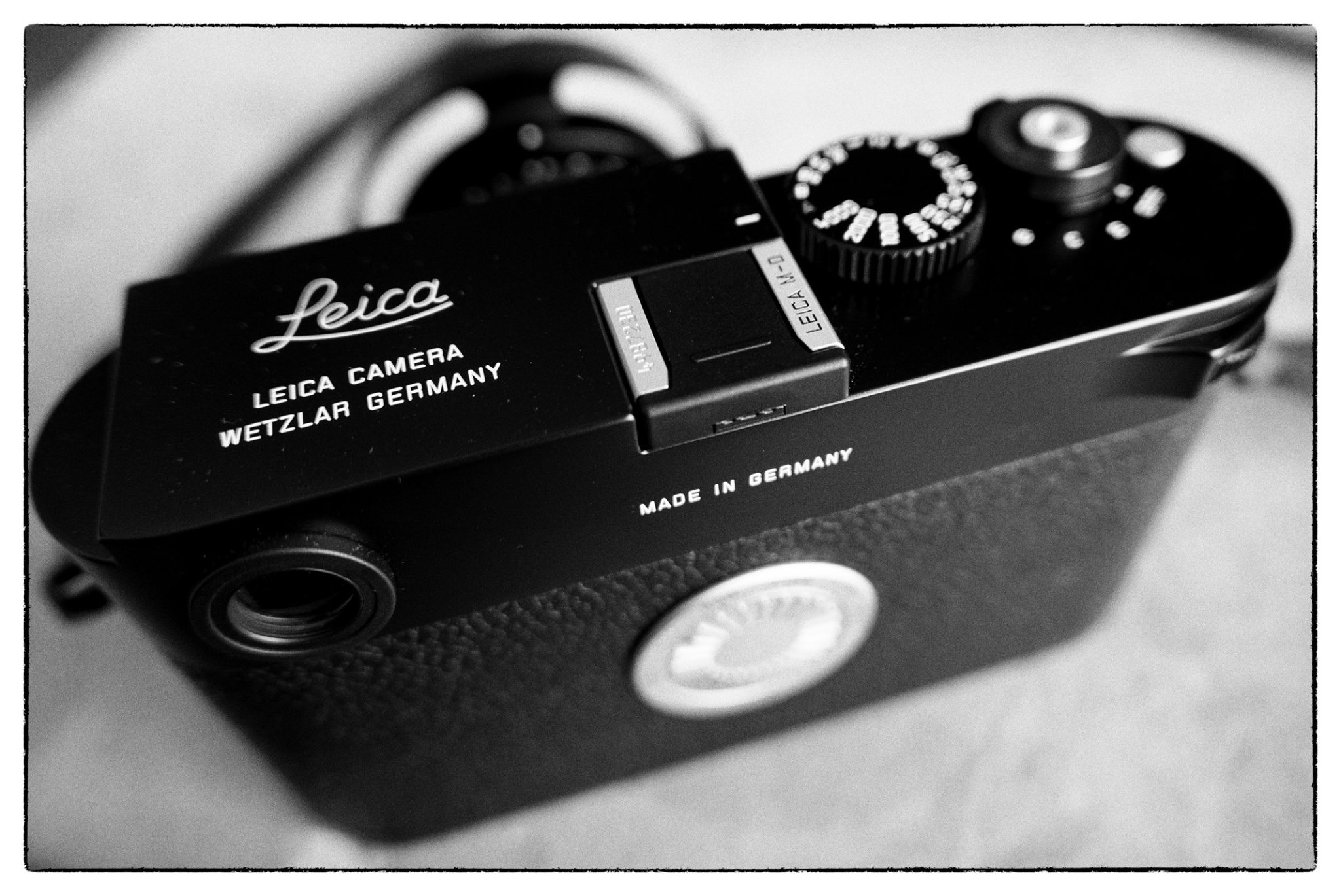
Galileiano
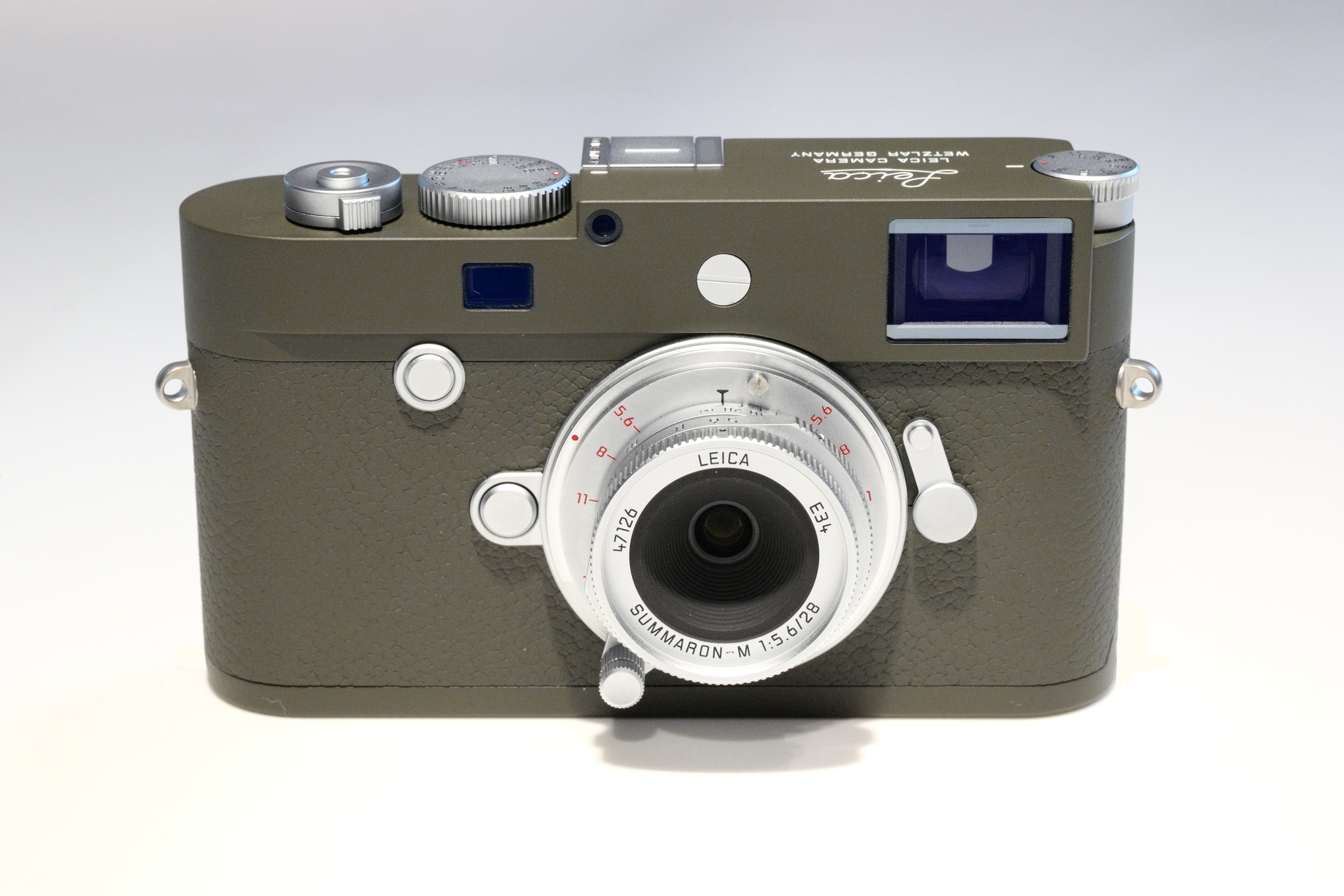
Galileiano con telemetro
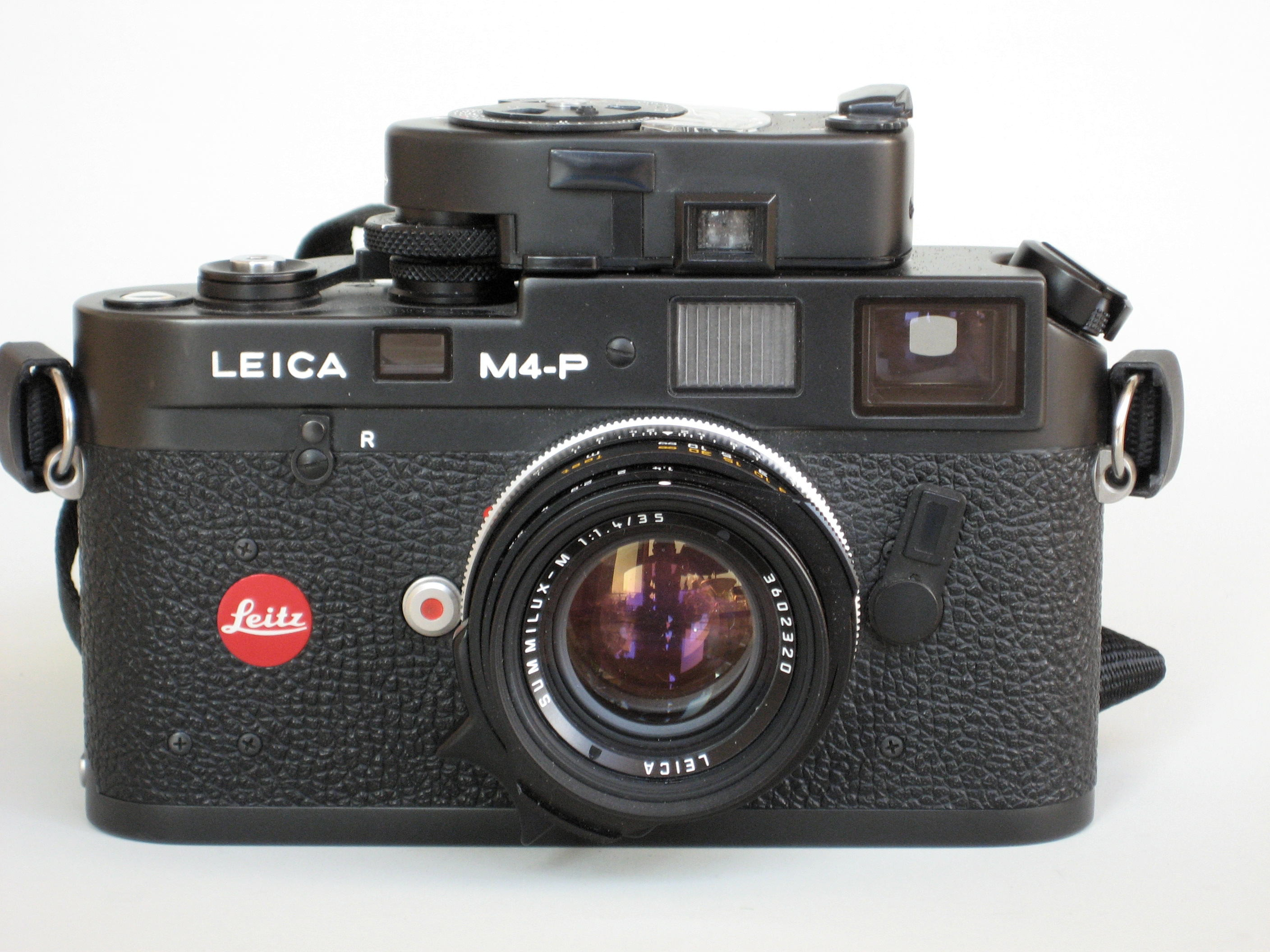
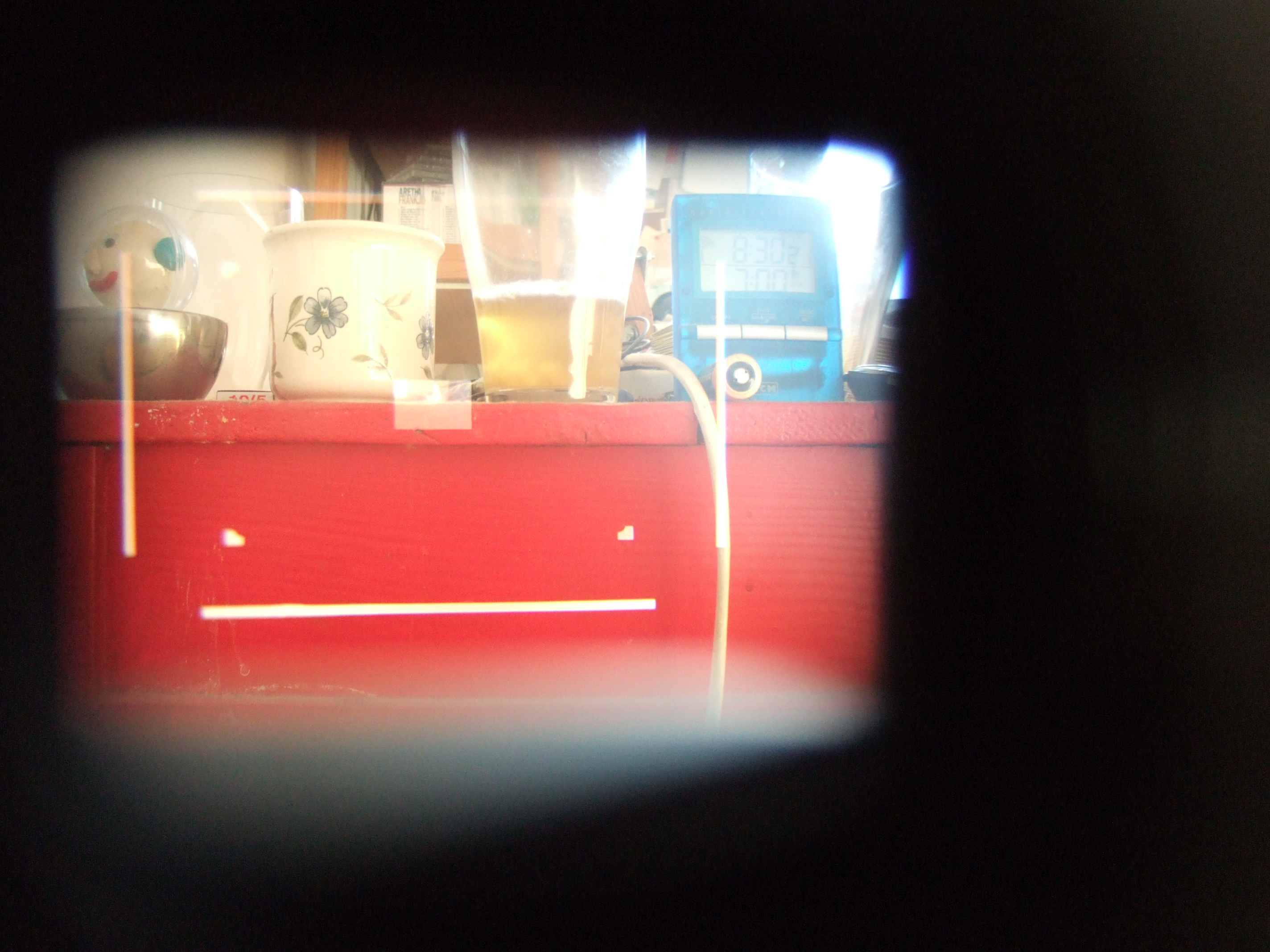
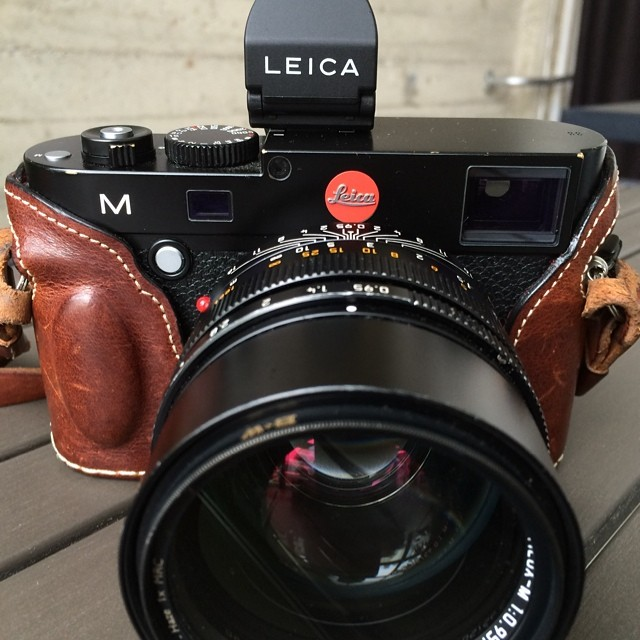
EVF
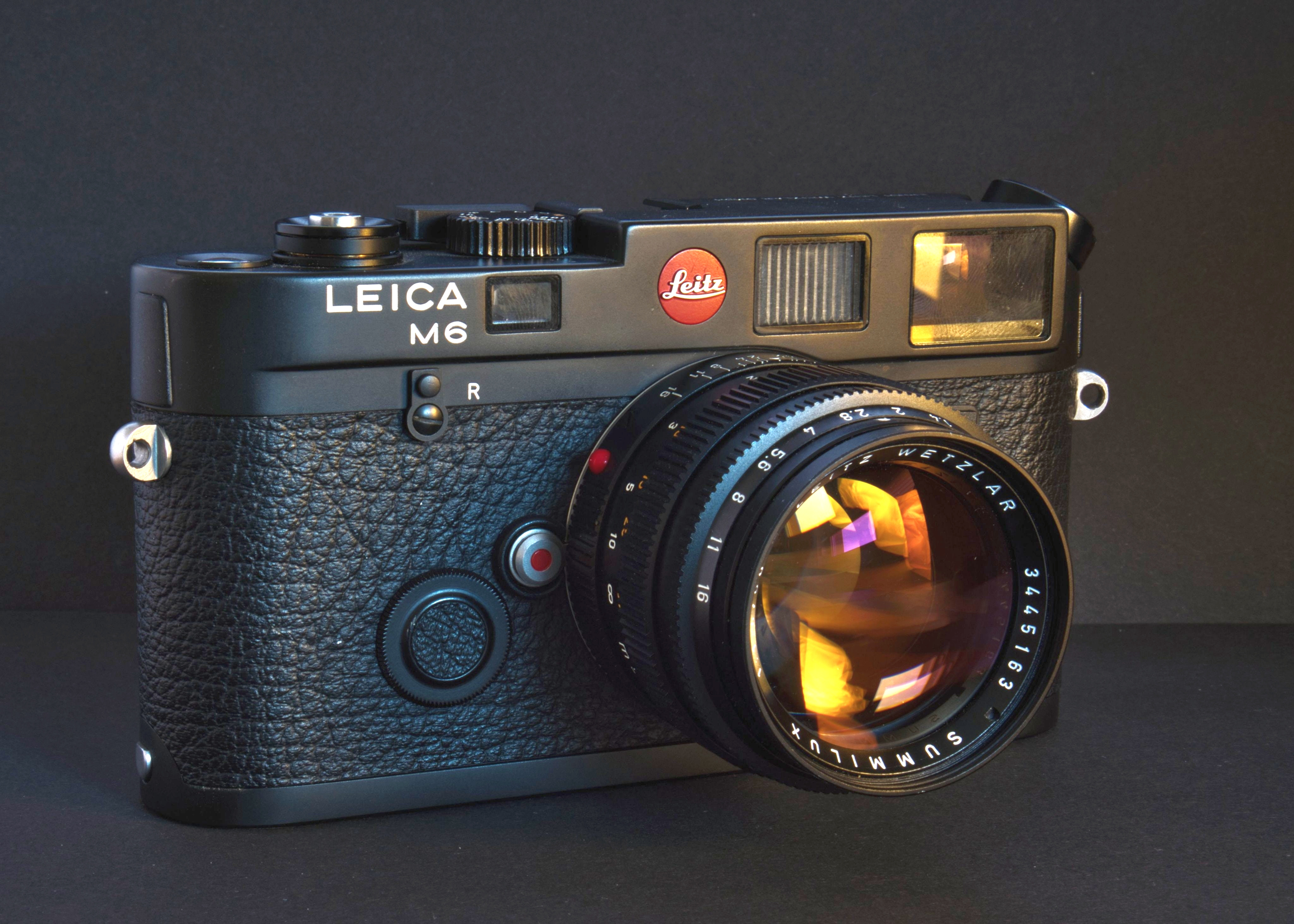
A telemetro